# Francesco ed Eugenio Cassani
Francesco Cassani (Vailate, 20 aprile 1906 – Treviglio, 14 luglio 1973) ed Eugenio Giovanni Cassani (Vailate, 6 settembre 1909 – Treviglio, 4 gennaio 1959) sono stati due inventori, imprenditori e dirigenti d'azienda italiani
Il padre, Paolo, era titolare di un’officina meccanica che già da due generazioni produceva macchine agricole e che durante la prima guerra mondiale fornì proiettili al Regio Esercito e alla Regia Marina.
Pionieri della trazione diesel, della quale sono stati precursori con circa 15 anni di anticipo sull'effettiva affermazione italiana, hanno costruito il primo trattore dotato di una versione innovativa di tale motore, il Cassani 40 CV. Attraverso la Società accomandita motori endotermici, fondata nel 1942 e tuttora attiva nel settore della produzione di macchine agricole, hanno dato un fondamentale contributo alla meccanizzazione dell'agricoltura italiana.

## Biografia

### La dinastia Cassani

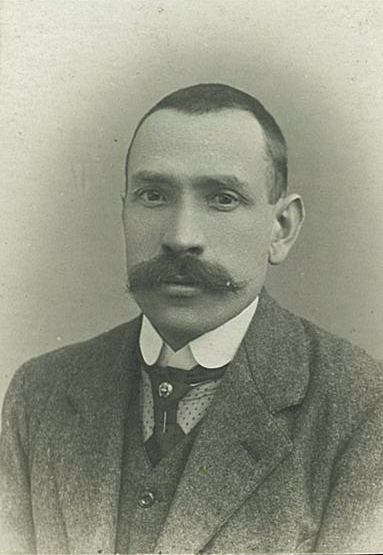
Paolo Cassani

Poche e scarse sono le notizie sulla dinastia imprenditoriale dei Cassani. Le varie fonti disponibili sostengono che l'attività di costruzione di macchine agricole è stata iniziata dal bisnonno di Giovanni ed Eugenio, Felice Cassani, soprannominato a Vailate Precìs per un intervento presso la ditta Helvetic, della quale riesce a mettere a regime una caldaia a vapore viziata da difetti di fabbricazione. Felice non è titolare di un'industria ma di una bottega, dove la forza motrice delle macchine è assicurata da un asino che aziona una ruota. A trasformare l'attività da bottega a impresa industriale è uno dei suoi nipoti, Paolo Cassani, del quale è famosa in tutta la regione la destrezza manuale, che gli consente di riparare i macchinari più diversi e di costruire strumenti musicali coi quali ama poi cimentarsi.
A differenza del nonno e del padre, tuttavia, Paolo Cassani è animato dalla passione per il disegno industriale, una caratteristica che gli consente - attraverso la progettazione - di ampliare l'azienda da semplice bottega a impresa industriale. Con la moglie, Luigia Rocchi, fonda la "Società Anonima Paolo Cassani e figli", dove lui si occupa del lato tecnico e lei di quello amministrativo. Dal suo necrologio, pubblicato su L'Eco di Bergamo del 23 ottobre 1931, si apprende che nel 1921 ha trasferito l'attività da Vailate a Treviglio e che la società anonima "Paolo Cassani & figli" è rinomata per l'invenzione di una pressa per la riduzione in balle del foraggio e per la costruzione di un non meglio precisato frigorifero, in realtà una fabbrica, che fornisce ghiaccio a tutta la città di Treviglio.

### I primi anni di Francesco e Eugenio

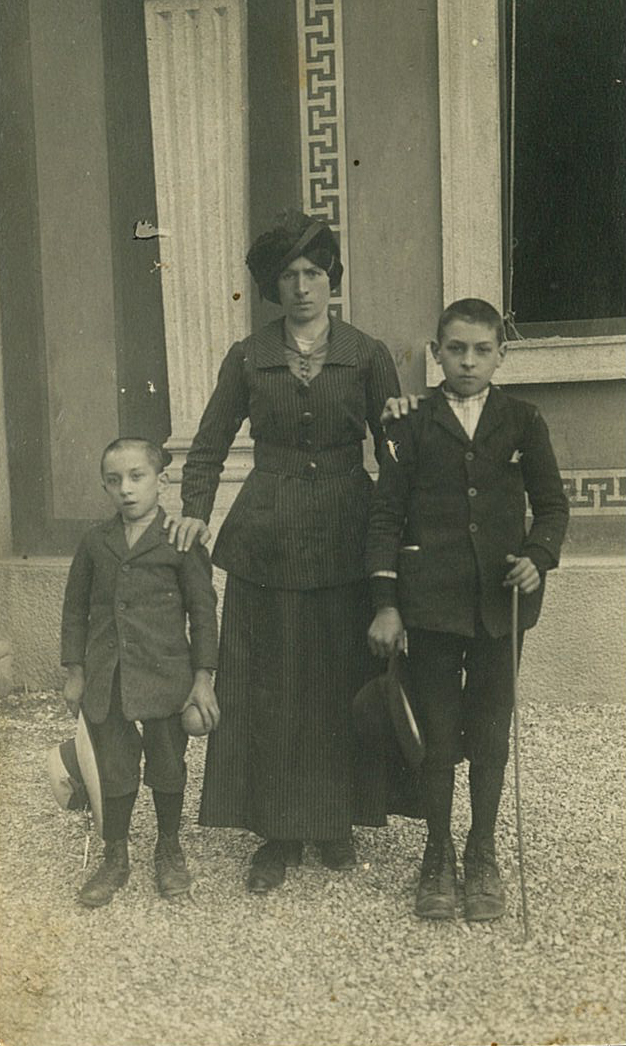
I fratelli Cassani con la madre, Luigia Rocchi

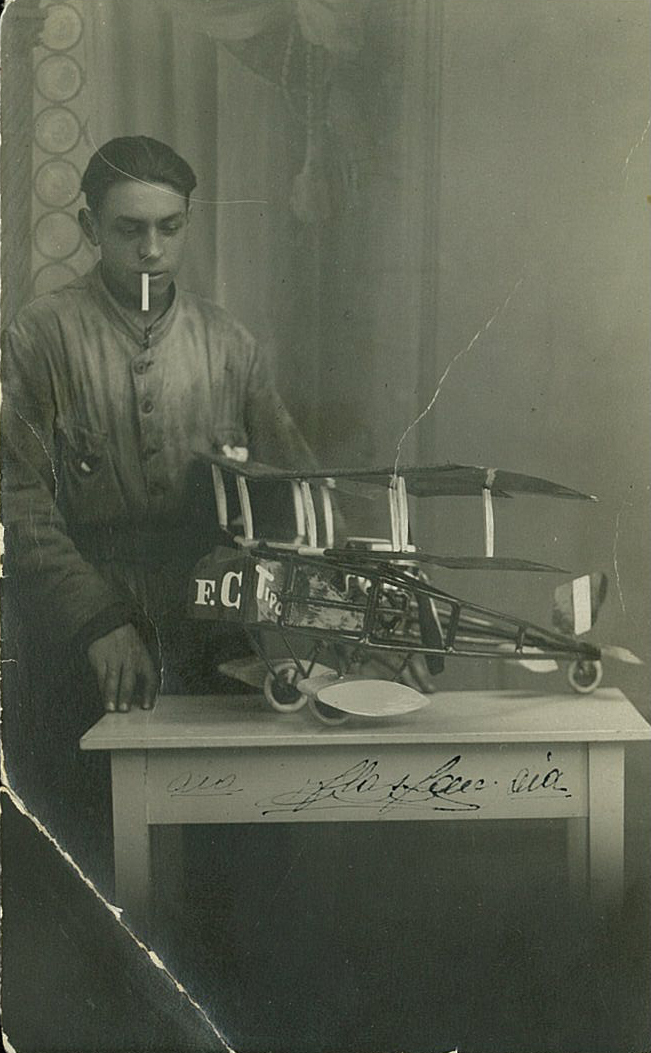
Il giovane Francesco col modellino dell'aereo-idrovolante-auto di sua invenzione.

Francesco ed Eugenio, ma soprattutto il primogenito, ereditano dal padre la passione per la meccanica e il disegno industriale, e si impegnano fin da giovanissimi nell'attività di famiglia. Secondo i suoi biografi già a dieci anni Francesco  prende le redini del lato tecnico dell'impresa, sostituendo il padre richiamato alle armi e partito per il fronte. Suo nonno lo ha da poco impiegato nella preparazione del carbone per le fucine quando partecipa in prima persona a una commessa del Ministero della guerra per la fornitura di proiettili ed obici. A dispetto dell'età, fidando in una corporatura già robusta, il giovanissimo Francesco solleva da solo obici che pesano oltre 50 kg e li pone sul tornio, dove realizza le filettature interne delle canne con grande maestrìa.
Alla ripresa della normale attività, nel 1918, inizia ad occuparsi del funzionamento dei motori a vapore delle trebbiatrici, settore di cui suo padre gli affida ufficialmente la responsabilità. Appena quindicenne, ma già esperto costruttore e riparatore, diventa il punto di riferimento dei numerosi clienti sparsi un po' in tutta la regione ed anche oltre, dai quali si reca in bicicletta spesso partendo in piena notte e che gli offrono volentieri ospitalità quando l'intervento si protrae fino a sera.
Suo fratello Eugenio, che non ha ancora dieci anni, inizia allora a seguirlo come un'ombra, e senza trascurare la scuola fa tesoro dell'esperienza e degli insegnamenti di Francesco. È in questo periodo che Eugenia Rocchi, l'anima imprenditoriale dell'azienda, decide di spostare famiglia e impresa da Vailate a Treviglio, città da dove le comunicazioni con Bergamo e Milano sono più facili. Lo scopo è abbandonare un piccolo abitato con un futuro incerto ma anche permettere ai suoi due figli maschi, e soprattutto a Francesco, di frequentare un istituto tecnico dove possano perfezionare le proprie capacità. Il trasferimento avviene nel 1920. La Rocchi diversifica l'attività di famiglia acquistando una grande officina meccanica ormai chiusa affiancata da una fabbrica del ghiaccio in piena attività; pur mantenendo una quota della prima divide anche le responsabilità di famiglia, affidando l'officina al marito e tenendo per sé lo stabilimento refrigerante. Lo spazio della nuova officina è tale da consentire ai due ragazzi di ricavarsi uno spazio dove lavorare ai propri progetti personali. Con l'aiuto del fratello, senza trascurare il lavoro e la frequentazione serale di una scuola tecnica milanese, Francesco inizia infatti a lavorare nel campo motori.
Il suo interesse iniziale è l'aeronautica, una passione che risale agli anni di Vailate, quando vedeva volare gli aerei in collaudo costruiti nelle non lontane officine della Caproni.  Per poter impratichirsi nel campo convince un suo zio a dargli il denaro necessario per l'acquisto di un motore proveniente da un aereo militare destinato alla demolizione, e lo monta su un inverosimile "aereo-idrovolante-auto", una sorta di velivolo che, nel suo entusiasmo giovanile, dovrebbe poter atterrare su una pista o sull'acqua, o anche essere utilizzato per percorrere la strada ordinaria.  Il sogno si infrange con l'apparecchio sulle balle di paglia del fienile, dove si schianta dopo aver tentato di decollare dal tetto di casa, e il motore viene riutilizzato per un'automobile pomposamente battezzata "Rolland-Pilain". Si tratta, nella realtà, di un telaio arrangiato con materiali di recupero e componenti costruiti in proprio, cui viene fissata una targa in cartone che reca un laconico numero due.

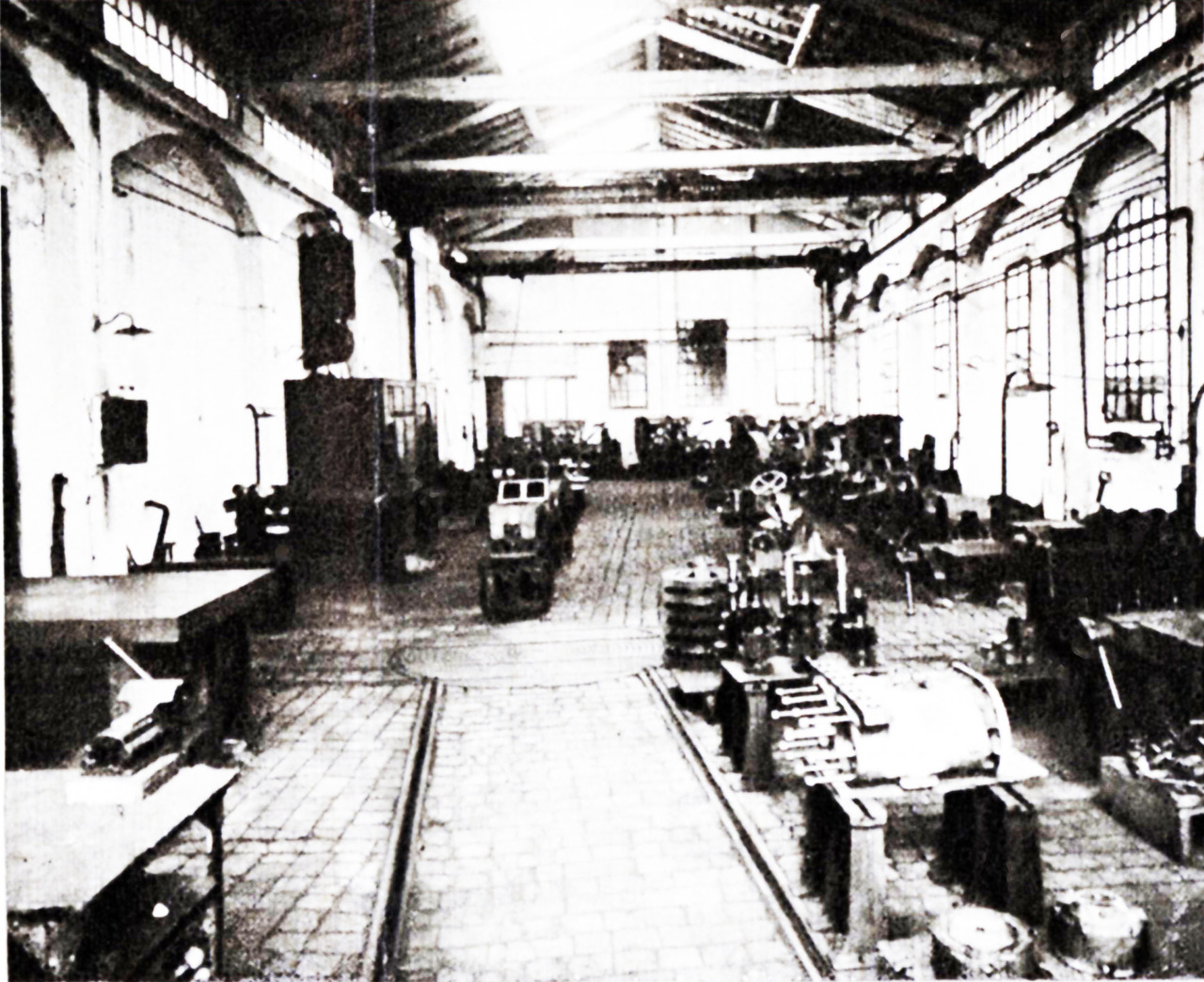
Le nuove officine della Cassani a Treviglio
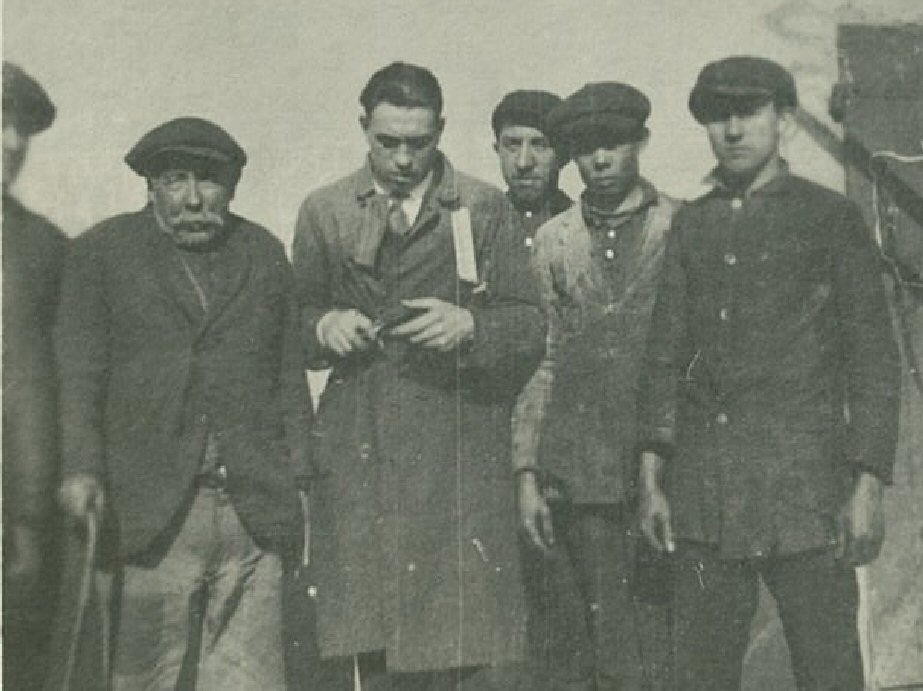
Felice e Francesco Cassani con alcuni operai
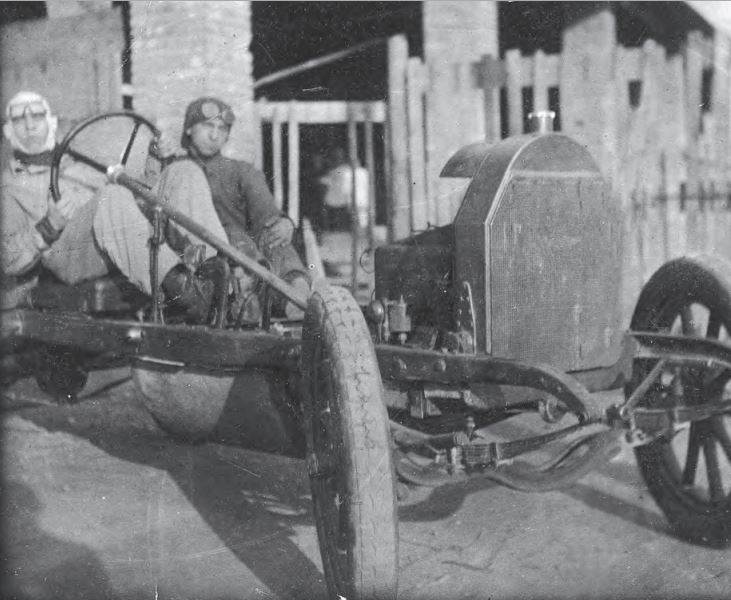
L'automobile autocostruita da Francesco
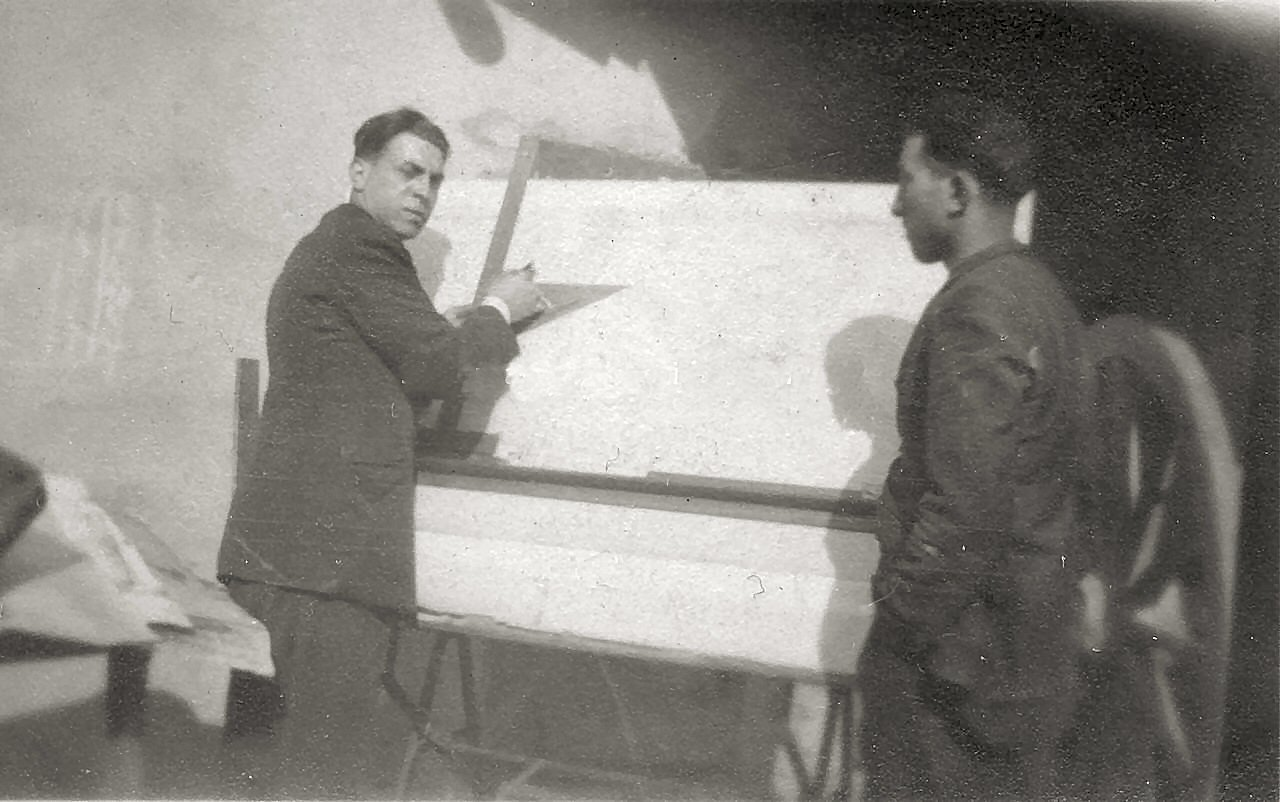
Francesco (a sinistra) ed Eugenio al tavolo da disegno

### Il trattore Cassani 40HP

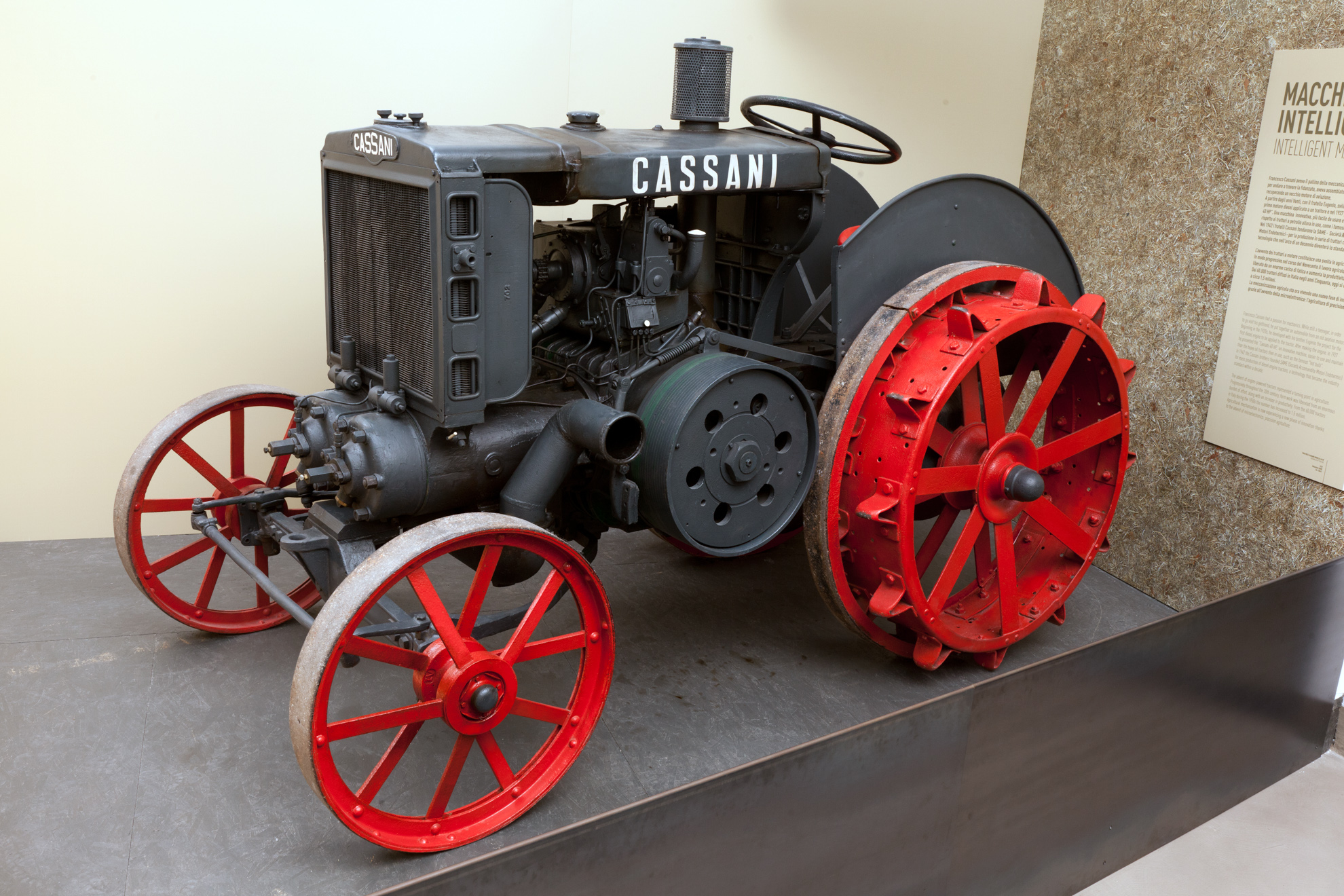
Trattore Cassani modello 40HP, esposto al Museo nazionale della scienza e della tecnologia Leonardo da Vinci di Milano

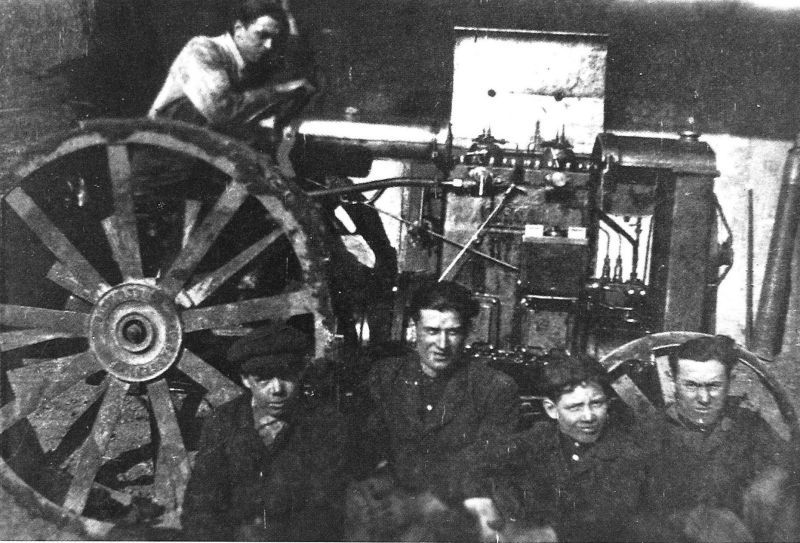
Francesco Cassani con alcuni operai durante la messa a punto del trattore.

L'automobile, costruita quando Francesco ed Eugenio hanno sedici e dodici anni, gli serve per andare a far visita alla fidanzata e futura moglie, la figlia di un mugnaio che sua madre non vede di buon occhio, ritenendola troppo cittadina e troppo ben abituata. Francesco vorrebbe sposarla prima dei ventuno anni ma non riesce ad ottenere il necessario consenso di suo padre. "Se ne riparla quando riuscirai a far funzionare quel motore e a guadagnare dei soldi per conto tuo”", gli ha risposto su istruzioni della moglie, riferendosi agli studi che i Cassani hanno iniziato sul motore diesel, un brevetto tedesco del 1892 allora poco o nulla considerato in Italia, studi per i quali la madre anticipa i fondi necessari. I due fratelli sono i primi in Italia ad intuirne le potenzialità e non ancora diciottenni, nelle ore libere dal lavoro in ditta, hanno cominciato a montarne uno ex novo, che dovrà poi equipaggiare un trattore agricolo. La base di partenza è il motore aeronautico montato sulla Rolland-Pilain, studiato fin nei minimi particolari con l'ausilio di decine di libri e riviste in lingua tedesca comprati a Milano. La costruzione non è in sé particolarmente difficoltosa ma nella versione destinata ad un veicolo di minori dimensioni e prestazioni l'avviamento si rivela un problema di non facile soluzione. Un ingegnoso tentativo, tra i tanti, è quello di ottenere l'autocombustione del petrolio a mezzo di una bombola ad aria compressa azionata dal movimento dei pistoni, a loro volta messi in movimento da alcune candele tradizionali che provocano la detonazione di un piccolo quantitativo di benzina, ma il problema è sempre lo stesso. L'apparato sembra dover partire ma si arresta dopo solo qualche secondo.
Mancando in Italia l'esperienza diretta nel settore il primo motore funzionante viene messo a punto mutuando la disposizione dell'accensione detta "a sigaretta", adottata dai trattori inglesi Marshall, con un avviamento ad aria compressa tipico dei motori nautici. È un bicilindrico orizzontale monoblocco a testa fredda, che può erogare una potenza massima di 40 cavalli a 500 giri al minuto. Nel descriverlo in una lettera indirizzata alla Breda i Cassani sostengono che "si mette in moto con quattro o cinque centimetri cubi di benzina, introducendo in apposito luogo con uno speciale apparecchio due pezzetti di corda accesi imbevuta di nitrato di potassio. Gli si da l'aria compressa e istantaneamente il motore inizia il moto", e che "Nelle prove sul campo ha dato i seguenti risultati: terreno arato ettari 2,5 in ore 10 consumando Kg 45 di olio pesante, che al prezzo di L. 0,55 dà una spesa di L. 15,65 circa". 

### L'occasione perduta

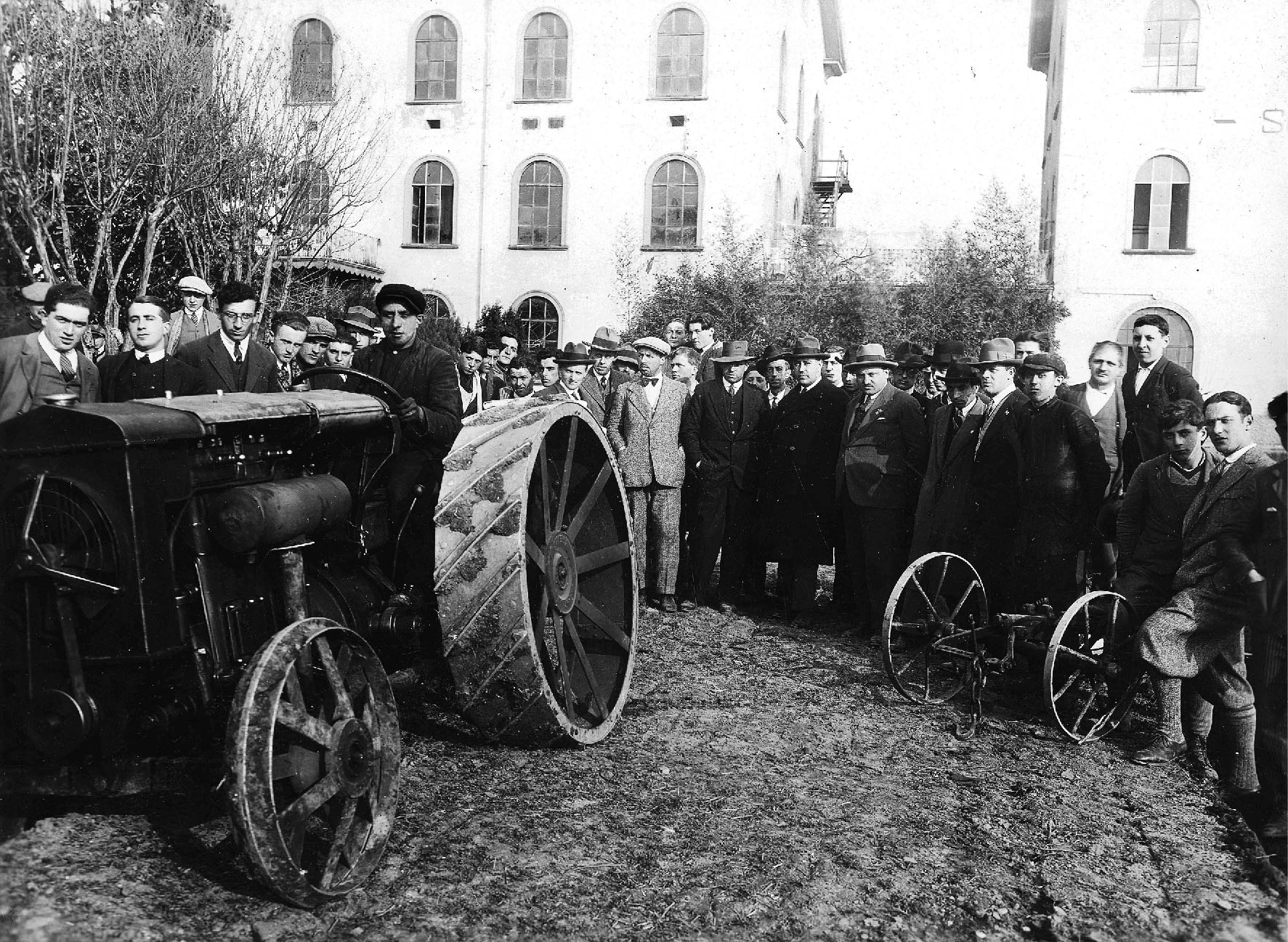
Francesco Cassani durante una dimostrazione del 40 HP ad un gruppo di potenziali rappresentanti.

Messo a punto il motore Francesco ed Eugenio stabiliscono anche le forme e le misure definitive del trattore, che viene riprodotto ai primi del 1926 in una serie prototipo di quindici esemplari, dodici dei quali acquistati da imprese agricole di varie zone italiane (Bologna, Foggia, Padova), che li sperimentano su colture e terreni di varia tipologia. Complice il clima politico del periodo (il protezionismo doganale sull'importazione di macchine estere, il dirigismo, il lancio della battaglia del grano), la stampa da ampio rilievo alla notizia e sostiene che "quando gli agricoltori italiani conosceranno meglio quest'innovazione rinunceranno certo senza rimpianti alle macchine di importazione americana".
Ed è proprio lo slancio che si vuole dare all'agricoltura italiana a consacrare il successo del primo trattore al mondo azionato da un motore diesel. I Cassani hanno infatti lavorato con passione al progetto, senza perdere un minuto del tempo disponibile, anche in vista del concorso per la "trattrice italiana agricola", indetto dal ministero dell'agricoltura, che si svolge a Roma nel 1927 e che vede il Cassani 40 sbaragliare aziende affermate come Fiat, La Motomeccanica e Landini.

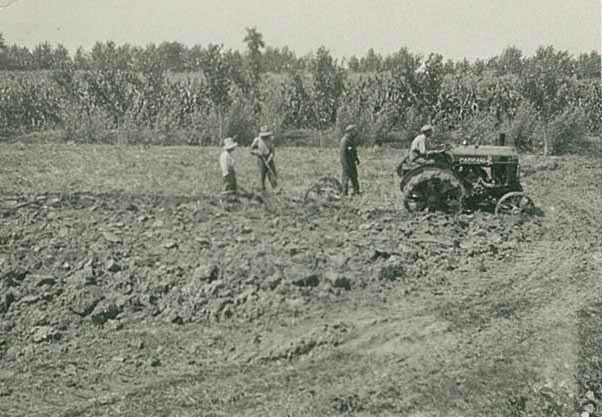
Trattore in uso all'azienda agricola Troya di Foggia
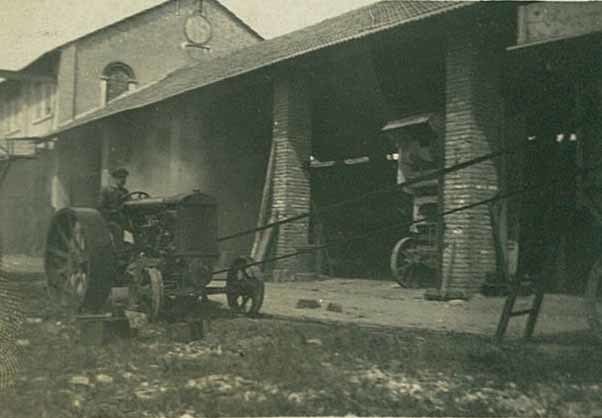
Un 40HP fa da forza motrice per una trebbiatrice
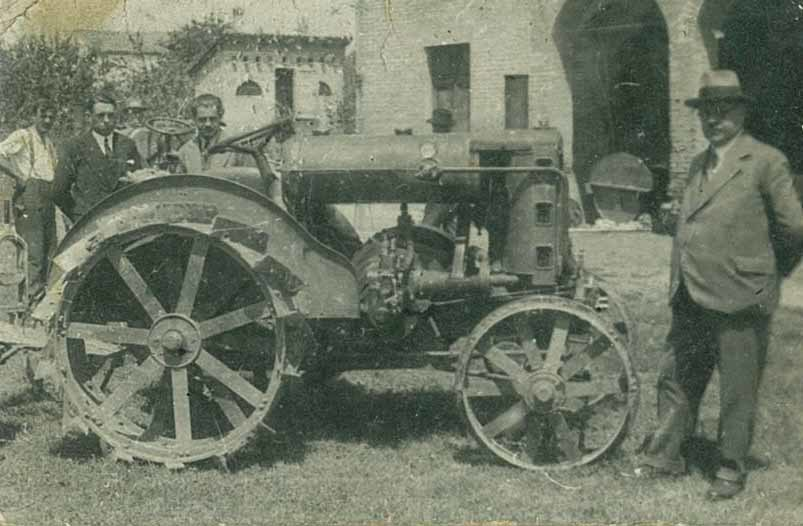
A Scaldasole (PV), presso l'impresa Vittadini
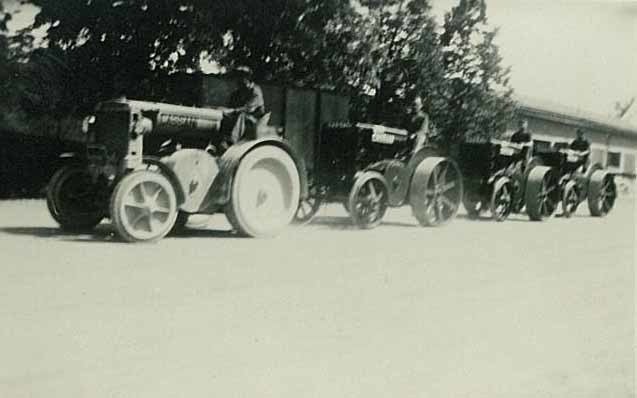
Castelmaggiore (BO), presso la stazione ferroviaria

Per Francesco ed Eugenio la vittoria è al contempo un successo e un problema. Per poter avviare la produzione industriale del trattore, infatti, è necessario impiantare uno stabilimento apposito, dotato delle necessarie catene di montaggio e di personale operaio specializzato. L'investimento economico eccede le possibilità della società anonima delle Officine Cassani e dei suoi pochi azionisti e per la costruzione dei primi 300 esemplari, che deve iniziare in tempo per inviare un esemplare alla Fiera di Milano del 1931, viene indetta una gara tra le imprese meccaniche con annesso capitolato che stabilisce in anticipo i compensi e il prezzo di vendita, fissato a 18.000 lire. Dopo aver rifiutato una proposta della Breda la scelta cade su una società di Bologna, la "Gaetano Barbieri & Co", una fonderia ed officina meccanica rinomata per la produzione di attrezzature agricole e impianti di refrigerazione. Il gruppo si presenta con l'ottima referenza di essere fornitore ufficiale della marina e dalle informazioni assunte dai Cassani risulta avere una solida posizione bancaria, ma si trova in realtà sull'orlo di un fallimento ben coperto da una serie di protezioni politiche e bancarie.
La Barbieri confida nell'anticipo per sanare una parte dei propri debiti e rimettersi in sesto, e solo in seguito evadere l'ordinazione, ma il crollo della borsa valori di New York, e la conseguente crisi economica mondiale le danno il colpo di grazia. Solo a questo punto i Cassani si rendono conto di come stanno le cose, in particolare che le sue forniture sono oggetto da tempo di pesanti contestazioni e che la Regia marina è prossima a revocare i propri appalti. Pressati a livello politico rinunciano ad un'azione risarcitoria ed anzi Francesco viene chiamato a ricoprire il ruolo di direttore tecnico della Barbieri dove, impegnando somme personali e risorse della propria officina, riesce a far costruire un numero imprecisato di trattori. L'avvio della produzione, tuttavia, rinvia di poco l'inevitabile, e cioè il definitivo fallimento della Barbieri, cui segue il conferimento dei trattori costruiti quale garanzia su un prestito per chiudere le partite rimaste aperte.

### Motori, pompe e... desideri

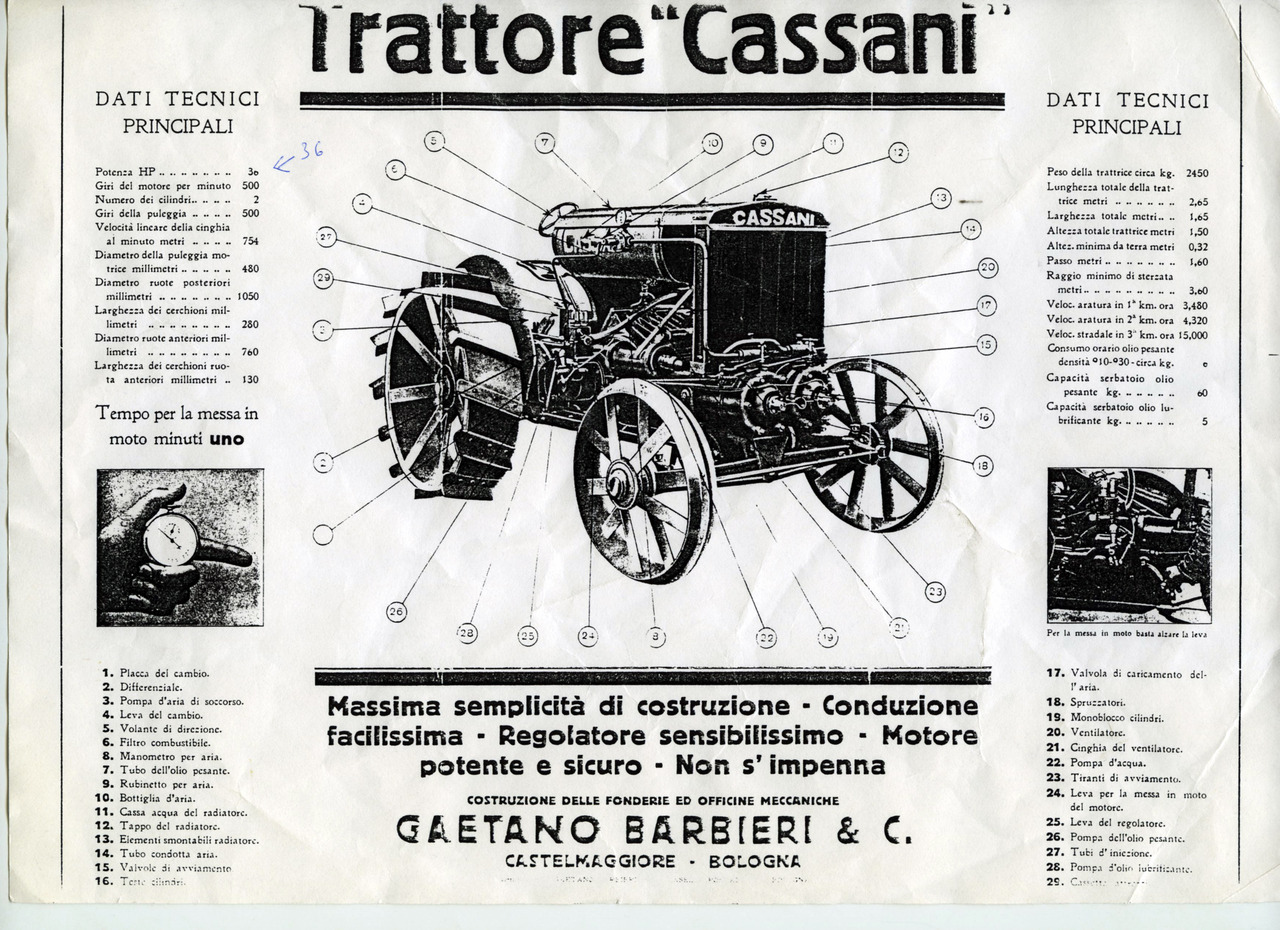
Annuncio pubblicitario della Barbieri.

La disavventura segna la fine della "Società anonima Officine Italiane Cassani". Uno degli azionisti, Francesco Grugnetti, onora a proprie spese i debiti rimasti scoperti, evitando così la procedura fallimentare, ma quale contropartita ottiene le quote sociali dei fratelli Cassani e gli studi e i brevetti di Francesco. Questo fallimento è il frutto di un approccio fondamentalmente errato dei due fratelli, che sono anzitutto progettisti ed inventori e che - ad averlo potuto fare - tali sarebbero rimasti. All'entusiasmo per questa o quella invenzione, infatti, non ha fino ad allora corrisposto la dovuta attenzione al problema della produzione industriale, e già Luigia Rocchi ha fatto a suo tempo notare a Francesco che si sente troppo sicuro di sé e delle sue invenzioni, spesso inattuabili come l'aereo dei suoi anni giovanili. Ma non ancora trentenni i due fratelli di frecce al loro arco ne hanno parecchie e accantonata al momento l'idea di produrre trattori tornano a Treviglio col progetto di un nuovo motore diesel per autocarri e l'idea di ricominciare da capo nel settore delle pompe ad iniezione, un aspetto che si è rivelato problematico durante la messa a punto del Cassani 40. Il motore diesel è all'epoca predominato dall'industria straniera e per le pompe si sono giocoforza rivolti alla Bosch di Stoccarda e alla Précision Mécanique della Villette di Parigi, che però non sono riuscite a fornire prodotti adeguati alle specifiche richieste. La base di partenza sono quindi gli adattamenti e le correzioni adottate dai Cassani nel montaggio del primo motore.

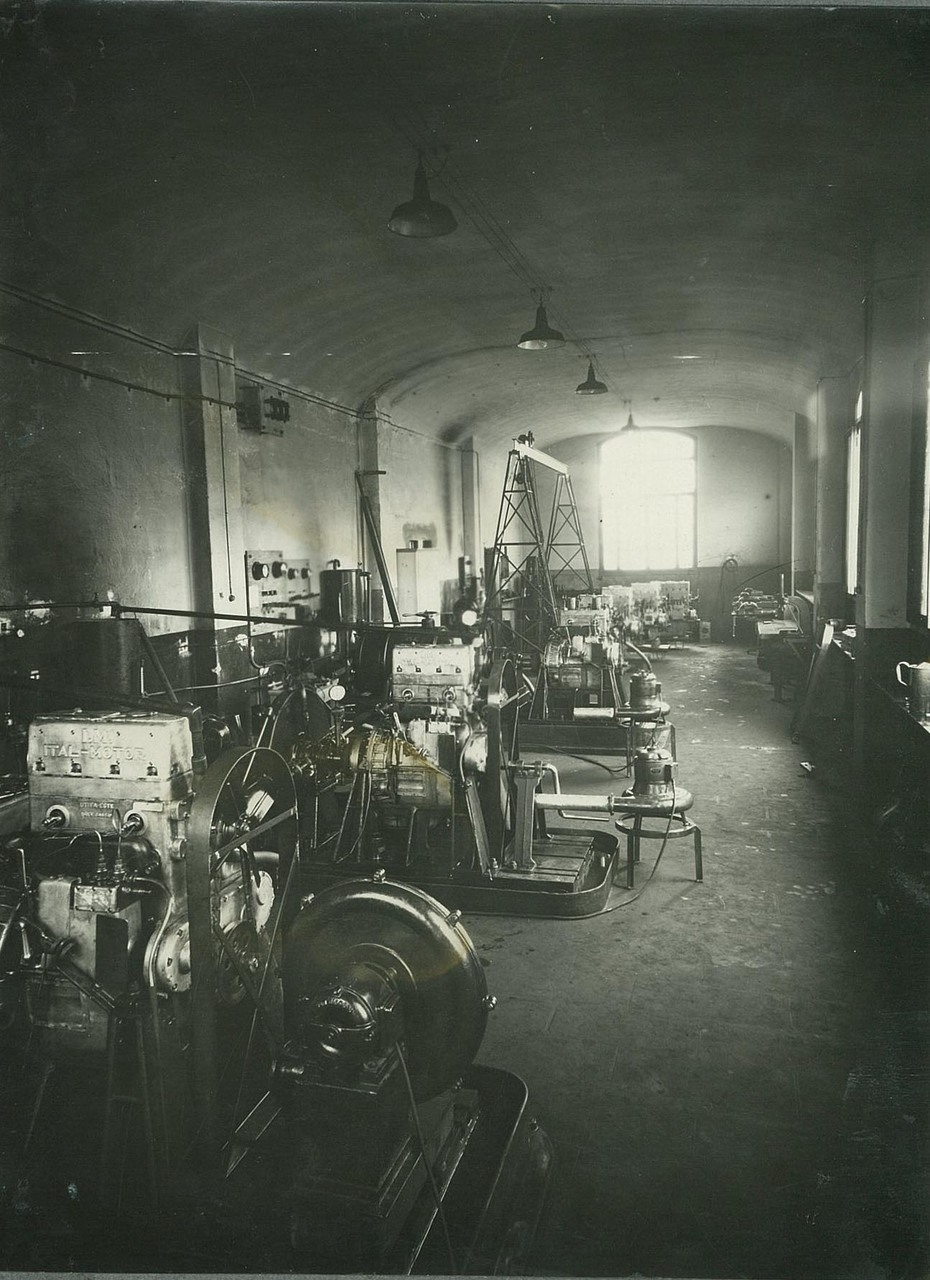
Le officine della UTITA a Este (PD).

Il mercato interno in questo settore è foriero di grandi sviluppi per la politica autarchica del regime ma la produzione richiede di addentrarsi nel difficile settore della meccanica di precisione, laddove la tolleranza ammessa nelle misure è nell'ordine dei millesimi di millimetro. Con pochissime macchine utensili e una rettifica acquistata a prezzo di favore iniziano l'attività con Francesco che predispone i progetti ed Eugenio che dirige le lavorazioni, una suddivisione dei ruoli che rimarrà inalterata negli anni a venire. Le prime pompe sono messe a punto nel 1931 ed inviate in prova a Isotta Fraschini, Lancia, Bianchi ed esercito con buoni risultati. La produzione in serie si rivela però sottodimensionata alle previsioni per la difficoltà di intaccare il monopolio della Bosch, sempre solido in barba alle misure protezionistiche. Sono quindi accelerati i tempi per la messa a punto del motore per autocarri, un progetto nato nel periodo bolognese per interessamento di Giovanni Brunetti, direttore dell'UTITA, una consociata della Snia-Viscosa che a causa della crisi economica ha deciso di diversificare la produzione nel settore della meccanica.
La prima idea di Brunetti, un motore per autocarri, è legata alla decisione dell'esercito di ammodernare il parco dei Fiat 18 BL, risalenti alla prima guerra mondiale e all'epoca ben più che superati, ed alcuni sono effettivamente provati su un numero imprecisato di veicoli. Viene anche messo a punto un motore nautico di maggiore potenza, a sei cilindri con pistoni contrapposti che sviluppa 85 cavalli a 1800 giri al minuto, montato su un motoscafo che partecipa all'VIII concorso motonautico internazionale d'Italia, tenutosi a Venezia dal 15 al 18 settembre 1934 e vince il raid Venezia-Trieste per l'economia di carburante. Col motore nautico nasce il marchio "Italmotor" ma intanto la commessa dell'esercito non viene perfezionata. In luogo di dotare di nuova componentistica veicoli antiquati, infatti, si decide un profondo rinnovamento del parco, che viene svecchiato con l'autocarretta OM 32 e l'autocarro Pesante Unificato Lancia 3Ro. Il venir meno delle commesse militari fa scemare l'interesse della Viscosa, che non vuole rischiare forti investimenti di danaro in una riconversione produttiva dagli esiti imprevedibili e fa tornare l'UTITA alle produzioni abituali.

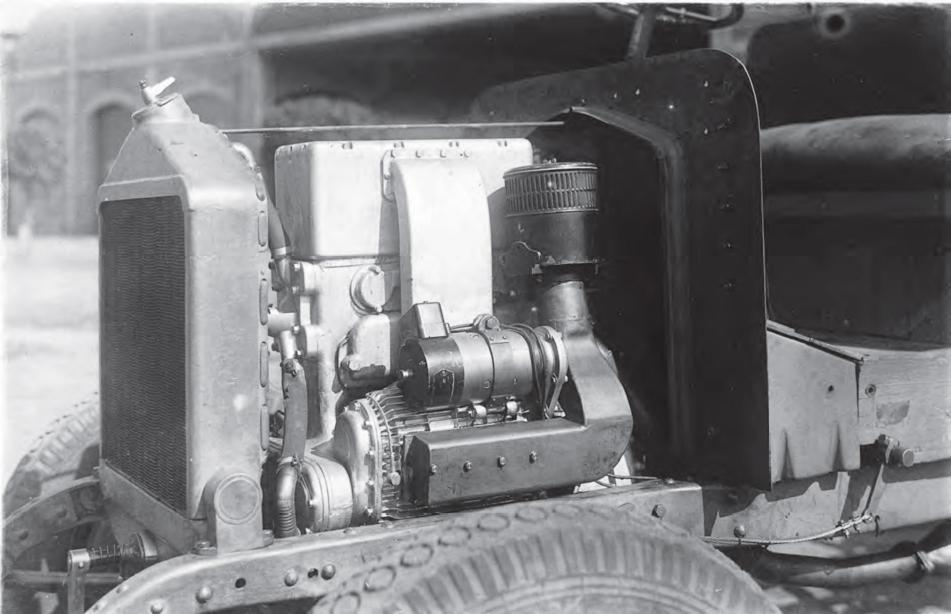
Il motore per gli autocarri Fiat 18 BL
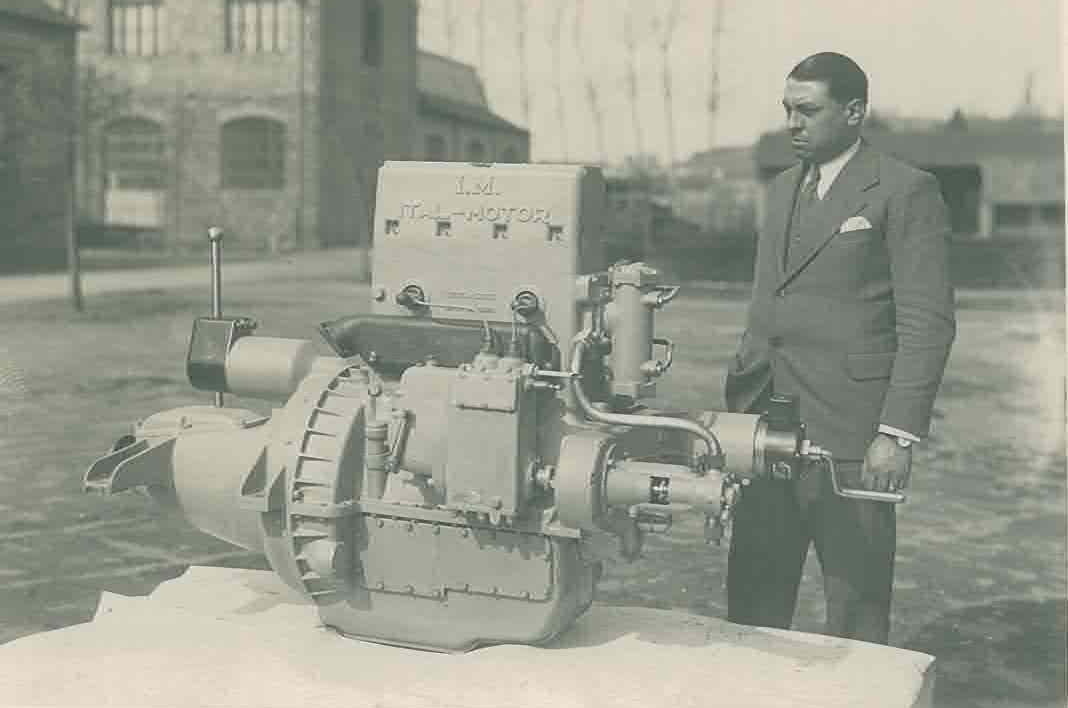
Il primo motore diesel ItalMotor
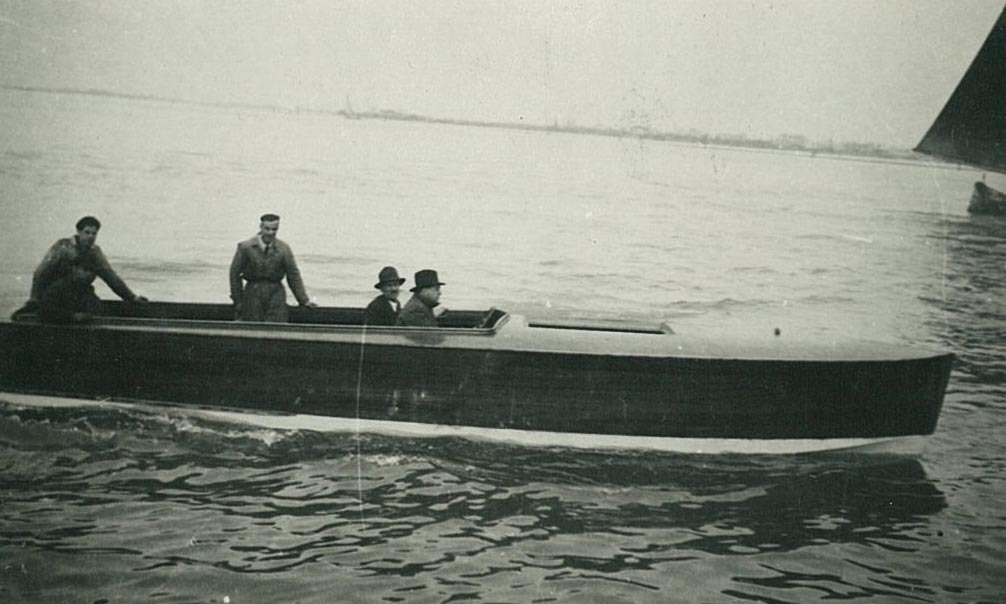
F.  Cassani alla guida del motoscafo Este I

### Dalla SPICA alla SAME

#### Il motore a revolver e la fondazione della SPICA

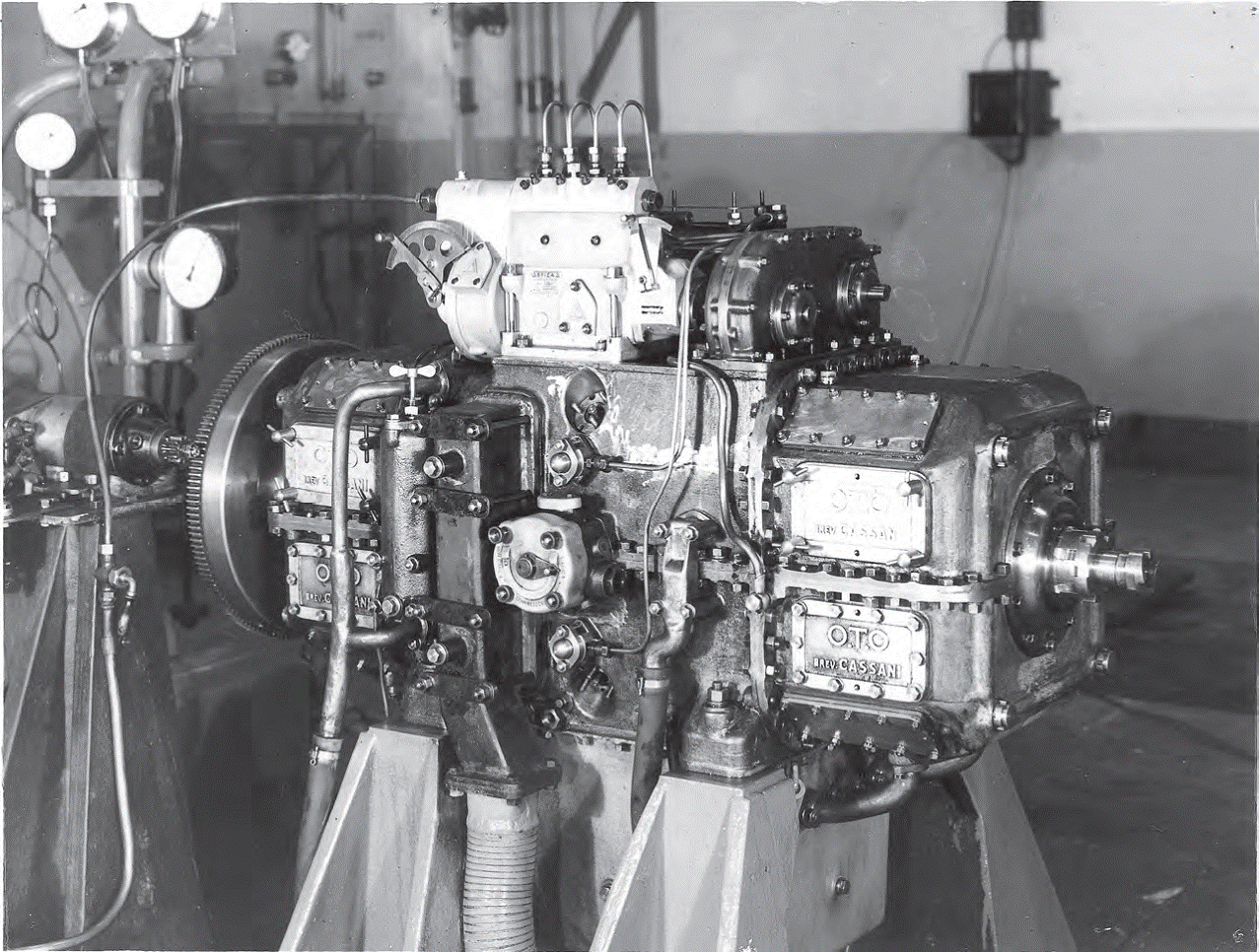
Uno dei tre motori BAF-Cassani.

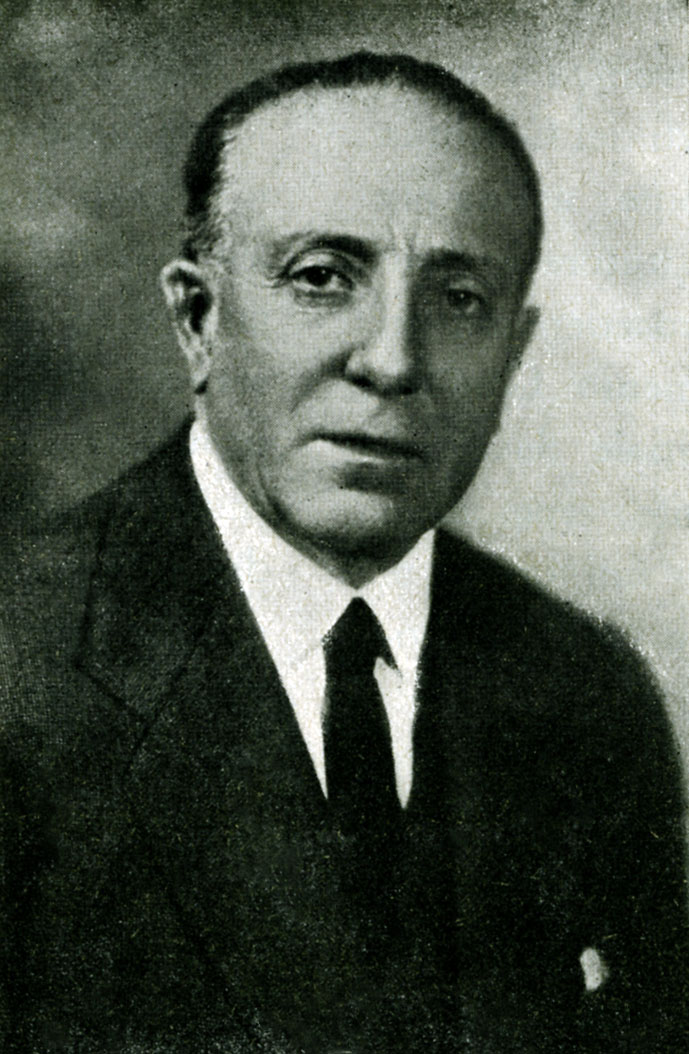
Il barone Alberto Fassini Camossi.

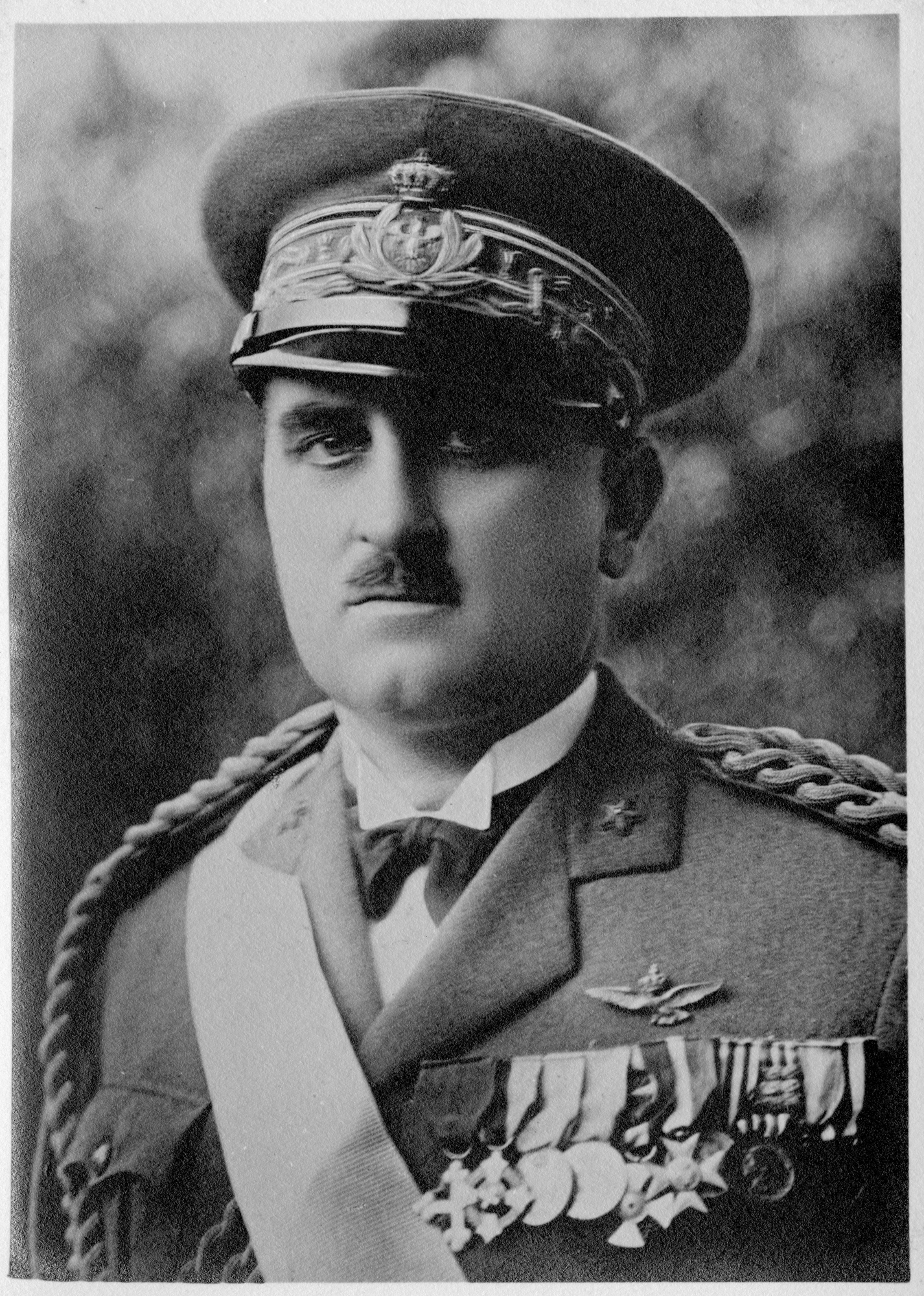
Il Generale di squadra aerea Giuseppe Valle, sottosegretario al ministero dell'aeronautica.

Nonostante le buone premesse ancora una volta le speranze dei Cassani sono tradite da sviluppi cui non possono in alcun modo interferire. Fortuna vuole che il presidente dell'UTITA, il barone Alberto Fassini Camossi, sia rimasto colpito dalle grandi capacità dei due fratelli e decide di finanziarne i progetti a proprie spese. Fassini si è fatto una buona esperienza nella costruzione di macchinari per l'industria dei tessili artificiali e ripone grande fiducia nella mente vulcanica di Francesco, sempre piena di invenzioni, e lo aiuta a portare avanti lo studio di un motore aeronautico rivoluzionario per l'Italia ma non del tutto nuovo nei suoi studi, rimasti incompiuti per mancanza di fondi. Si tratta di un apparato che per la particolare disposizione circolare dei cilindri (che ricorda il tamburo di una pistola) viene detto "a revolver". Il rapporto tra peso e potenza, fondamentale per l'installazione su un velivolo, è di un Kg per cavallo sviluppato. Nel 1937 progetto viene sottoposto da Fassini e Francesco Cassani al generale Giuseppe Valle, sottosegretario al Ministero dell'aeronautica, che con l'assenso di Mussolini (ministro ad interim) chiede l'immediata costruzione di un modello funzionante e si impegna ad acquistarne tre prototipi. La costruzione dei motori pre-serie, col marchio B.A.F. (Barone Alberto Fassini)-Cassani, viene affidata ai cantieri Odero-Terni-Orlando (O.T.O., oggi OTO Melara), che nello stesso periodo sono andati incontro a una serie di fallimenti nell'applicazione dei motori a benzina su navi e veicoli terrestri militari.
Francesco ed Eugenio pensano che la via del successo sia stata finalmente intrapresa tanto che pochi mesi prima, nell'auspicio di ampliare a una vera e propria industria la produzione delle pompe ad iniezione, hanno costituito a Treviglio la Società Pompe Iniezione Cassani (SPICA), un'anonima di modeste pretese economiche cui partecipano due piccoli azionisti locali. La mossa è funzionale alle pressioni che la Bosch esercita nello stesso periodo sulle case automobilistiche italiane, cui da tempo fornisce anche impianti elettrici e che non ha nessun'intenzione di farsi strappare il monopolio nel settore. Per spianare la strada alla produzione nostrana, voluta dalla politica autarchica di Mussolini, viene organizzata una prova con due autocarri Lancia 3Ro, equipaggiati con impianti delle due imprese, sulla ripida salita del Monte dei Cappuccini, a Torino. L'autocarro dotato di impianto Cassani "equipaggiato con pompe SPICA - grazie alla maggior coppia erogata - riesce a compiere la curva senza ricorrere al cambio di marcia, mentre il motore dell’altro autocarro, munito di pompe Bosch, ingloriosamente si spegne più volte.". I risultati trovano ampia eco sulla stampa periodica e specializzata e dalla Lancia giunge il primo ordine per 3.000 apparati completi (pompa, regolatore di anticipo automatico, pompa di alimentazione, iniettori) rispondenti a specifiche oltremodo precise. Al ministero della guerra, intanto, l'Ispettorato Generale dell'Esercito, soddisfatto dalle numerose prove effettuate e dai risultati della sperimentazione torinese, ha dato parere favorevole al motore BAF-Cassani. Il generale Manera, capo dell'ispettorato, convoca Fassini e Francesco Cassani a Roma e gli comunica la decisione presa dal ministro, cioè da Mussolini, di "rendere autosufficiente l'Italia per la fornitura di pompe d'iniezione".

#### L'occasione perduta
A spianare la strada alla SPICA sono i venti di guerra che spirano sempre più forti in Europa nella seconda metà degli anni trenta, ed anche un momentaneo raffreddamento dei rapporti tra Italia e Germania dopo l'annessione dell'Austria da parte di Hitler. Consapevoli della possibilità di arginare il monopolio della Bosch Ciano e Orlando ne hanno anzi promosso un totale riassetto che li vede entrare come azionisti di maggioranza. Il 6 marzo 1938 viene firmato un accordo in cui Eugenio e Francesco Cassani cedono l'officina e le attrezzatture di Treviglio in cambio di 450.000 lire in contanti e del 2,5% del fatturato annuo della società. I due fratelli assumono l'incarico, rispettivamente, di direttore dell'officina e consulente tecnico di una nuova sede ubicata ad Ardenza, un quartiere di Livorno, i cui lavori prevedono l'adattamento e l'ampliamento di un preesistente stabilimento industriale in disuso.
Mentre le ordinazioni per apparati di iniezione giungono ora da tutta Italia i fratelli Cassani sono incaricati di mettere a punto un motore aeronautico da 800 cavalli per gli aerei adibiti al trasporto dei rifornimenti per le truppe impegnate nelle zone di operazione. La progettazione richiede oltre un anno. La costruzione presso le officine OTO inizia alla fine del 1939 ed è in pieno corso quando Mussolini annuncia l'entrata dell'Italia nella seconda guerra mondiale. La notizia sorprende Ciano e Orlando a Livorno, dove stanno discutendo coi Cassani l'ampliamento delle officine ad uno stabilimento della Moto Fides per l'alto numero di commesse ricevute. Tre giorni dopo giunge da Roma un telegramma dell'Ispettorato all'aviazione che invita ad abbandonare il progetto del motore perché tutti gli sforzi devono indirizzarsi alla produzione bellica.

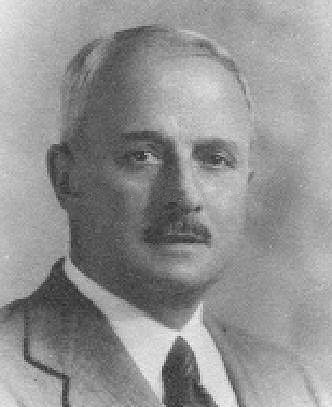
Arturo Bocciardo.

La rinuncia non intacca l'ormai avviata industriale della società ma di li a pochi mesi viene a mancare Luigi Orlando, ed è un'occasione insperata per la Bosch di mettere i bastoni tra le ruote al pericoloso concorrente italiano. Il gruppo tedesco tenta infatti una scalata al pacchetto azionario della SPICA iniziando dalle azioni ora in possesso agli eredi dell'ingegnere, acquistate offrendo loro il doppio del loro valore. Con in tasca il 30% del pacchetto azionario fa la stessa offerta all'ammiraglio Ciano, che a sua volta oppone un deciso rifiuto e si oppone all'influenza del gruppo tedesco coinvolgendo suo nipote Galeazzo. Per non rischiare di mandare perduta l'emancipazione italiana del settore il ministro degli esteri dà incarico al senatore Arturo Bocciardo, presidente delle Acciaierie di Terni, di predisporre il passaggio del restante 70% all'IRI, che ne affida la gestione all'Alfa Romeo. I Cassani sono sostituiti nei rispettivi incarichi da funzionari delle partecipazioni statali mantenendo in vigore l'accordo che assicura loro il 2,5% del fatturato SPICA. Francesco ed Eugenio sono invitati a prestare la loro opera sulle pompe a iniezione presso la sede Alfa di Milano e ottengono un mandato di consulenza sulla SPICA, con l'accordo che eventuali brevetti vengano registrati a nome SPICA-Cassani.

#### Il ritorno alle origini: la SAME
Nelle file dell'Alfa ai Cassani viene affidato il primo centro ricerche italiano per i motori aeronautici, incarico che scatena gelosie e ripicche con gli ingegneri della Direzione progettazione ed esperienze. L'inventiva e la genialità di Francesco ed Eugenio, inoltre, sono svilite dalla rigida burocrazia interna che caratterizza un gruppo industriale di grandi dimensioni. Lo scontro fa presto a degenerare in un vero e proprio intrigo. Francesco viene accusato di essere autore di una lettera anonima diffamatoria nei confronti di un tale ing. Ricart, consulente della direzione, Eugenio è invece accusato di aver sottratto un tubetto di polvere di smeriglio. Le accuse sono inventate, come pure il tribunale di Milano riconoscerà in seguito, ma è quanto basta per giustificarne il licenziamento in tronco. Nella seconda metà del 1941 i due fratelli tornano a Treviglio con un piccolo capitale (le quote del fatturato SPICA fino ad allora incassate) e una grande ricchezza nella progettazione e realizzazione di trattori, pompe ad iniezione e motori di varia tipologia.
L'idea di reinvestire il danaro nella Società Accomandita Motori Endotermici si concretizza dopo una discussione di alcuni mesi e alcune proposte da terzi via via scartate. A prevalere sono le ambizioni di Francesco, mai venute meno al pari della sua (forse eccessiva) sicurezza personale, cui il fratello finisce con l'adeguarsi dopo aver pensato a modeste ma più sicure attività come un'autorimessa a La Spezia. L'attività della SAME comincia con una modesta officina meccanica per la riparazione di automezzi militari ubicata nei locali dell'attività di famiglia, rimasti inoperosi dopo la morte di Paolo Cassani (1932), dove al piano superiore Francesco ed Eugenio tornano ad abitare con le rispettive famiglie. Lo stato di guerra e la scarsità di materie prime non consentono al momento di andare oltre. Mentre Eugenio rimane in pianta stabile a Treviglio, guidando il lavoro di tre operai, Francesco fa la spola con Milano in cerca di commesse, spesso subappalti da parte di altre aziende come la fornitura di alcune decine di motori diesel di piccole dimensioni per l'azionamento di macchinari industriali.

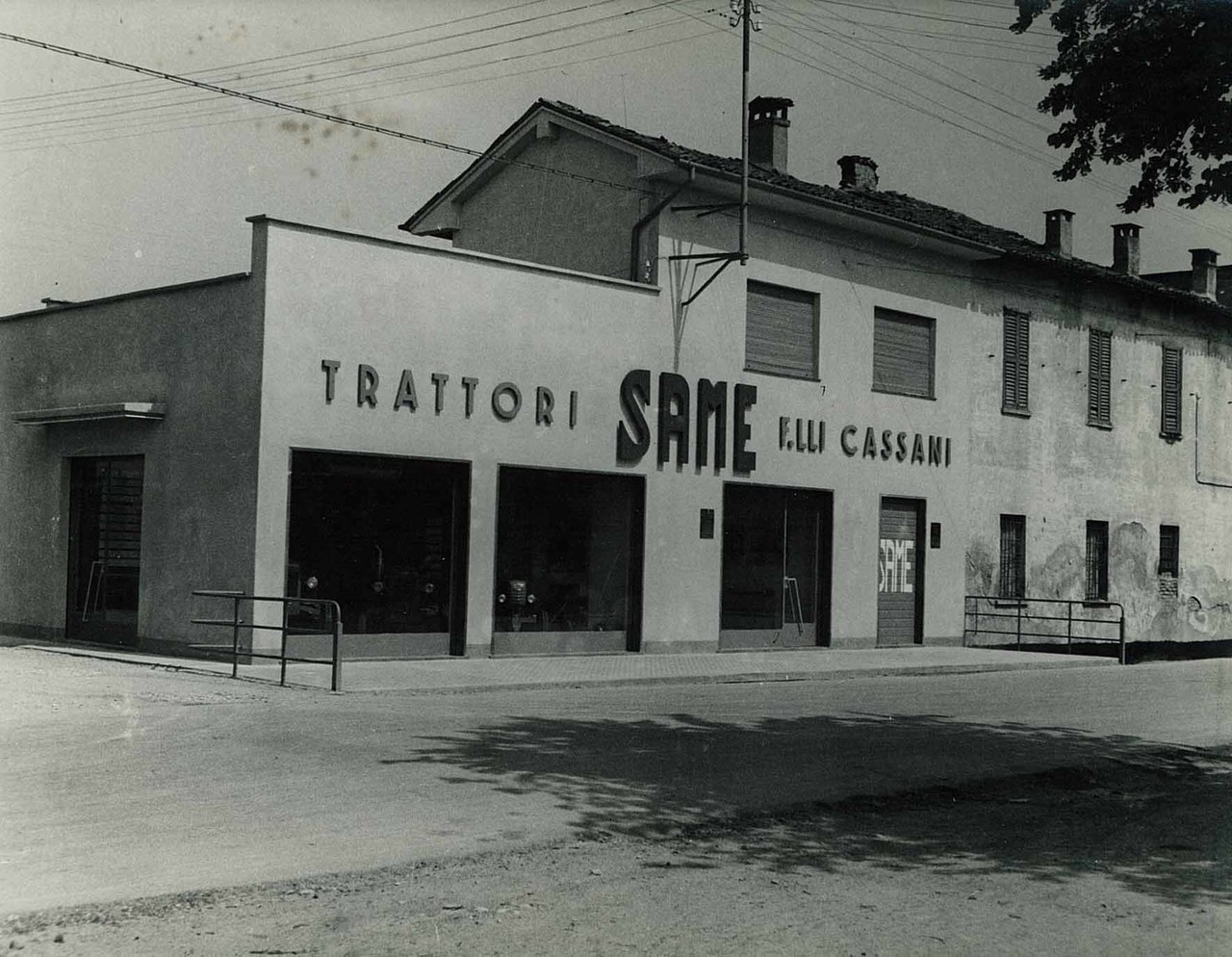
La prima sede della SAME a Treviglio.

Finita la guerra la SAME dispone di una buona riserva di liquidità, perlopiù messa insieme grazie a una commessa della Fiat per la fornitura di pompe antincendio a motore, che viene prontamente reinvestita in macchine utensili di varia tipologia prima che l'inflazione del dopoguerra eroda il valore della moneta. Per far fronte alle penuria di rifornimenti Francesco si reca al Brennero, dove l'autorità militare ha messo in vendita una quantità non precisata di mezzi blindati coi motori perfettamente funzionanti, che sono portati a Treviglio, smontati e trasformati in mucchi eterogenei di materiali pronti al riutilizzo. Con questa grande quantità di scorte viene messo a punto un piccolo motore generatore di elettricità, che va a ruba per l'aleatorietà dell'erogazione di energia di quei tempi, acquistati in gran numero soprattutto da industriali e ospedali. La minicentrale Cassani è il primo prodotto ufficiale della SAME e i suoi ricavi consentono di trasferire l'officina in una sede più grande, ricavata in preesistenti locali appartenenti ad impresa non precisata in via Madreperla. È in questa nuova sede che Francesco ed Eugenio tornano all'idea originaria della meccanizzazione agricola. Causa la penuria di mezzi della ditta e di risorse dei potenziali acquirenti viene messa a punto un'autofalciatrice a tre ruote, dotata di motore a quattro tempi con accensione a benzina, che sviluppa otto cavalli e che, al pari di quanto già poteva fare il trattore 40 HP, può essere munito di una puleggia per l'azionamento di macchine e catene.
A dispetto del nome l'autofalciatrice è un prodotto oltremodo versatile, che può essere utilizzato anche per trainare o spingere gli attrezzi agricoli o movimentare carichi non eccessivamente pesanti. La possibilità di collegare una puleggia al motore permette di utilizzare vecchi e nuovi attrezzi come la spazzola ardanatrice per la raccolta delle patate, e lo stesso motore è fissato con cinque fermi per poter essere rimosso con poca fatica e trasportato per altri utilizzi.

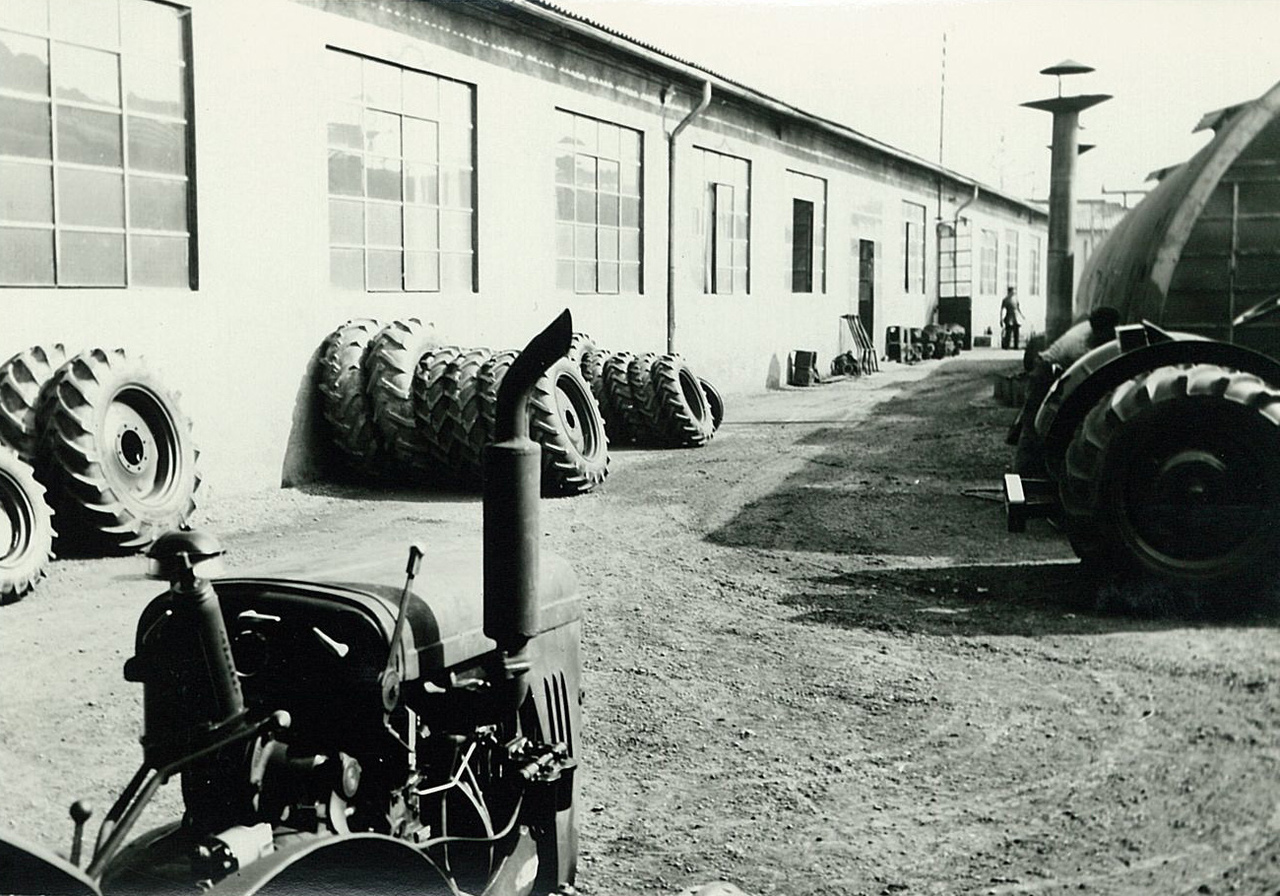
La nuova sede di Treviglio (esterni)
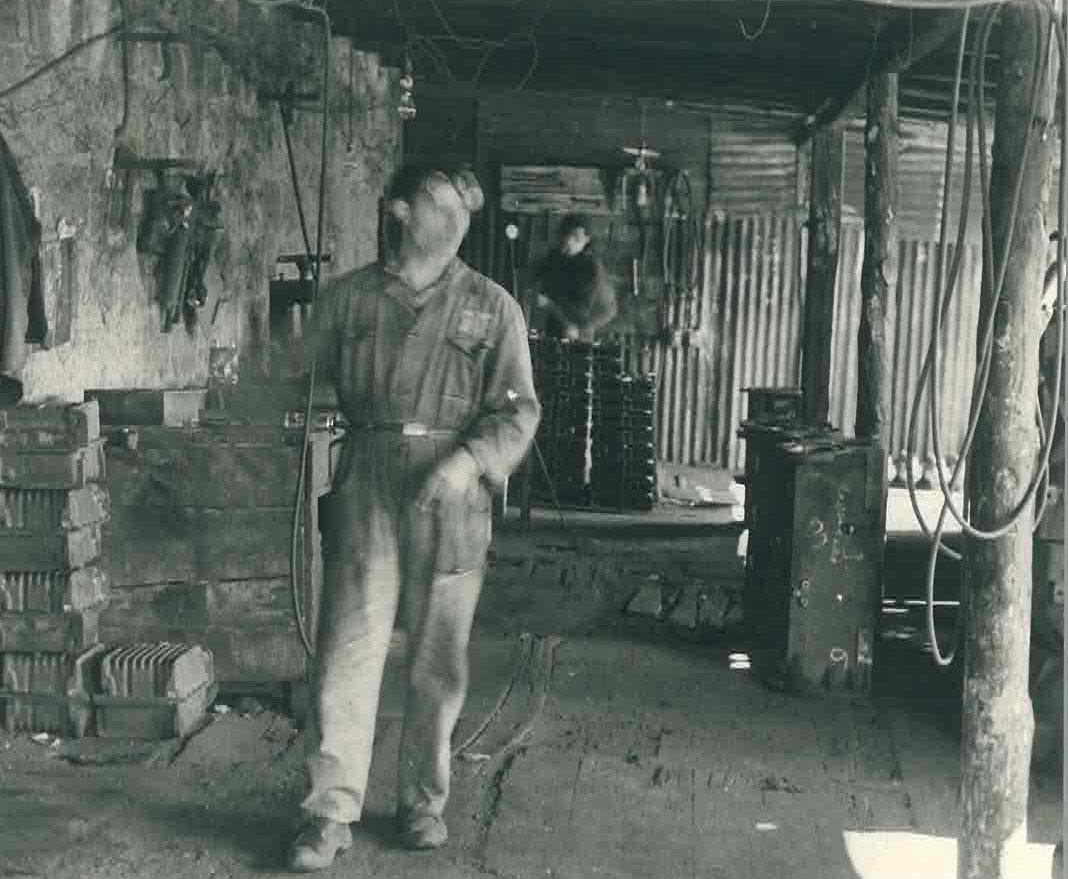
La nuova sede di Treviglio (interni)
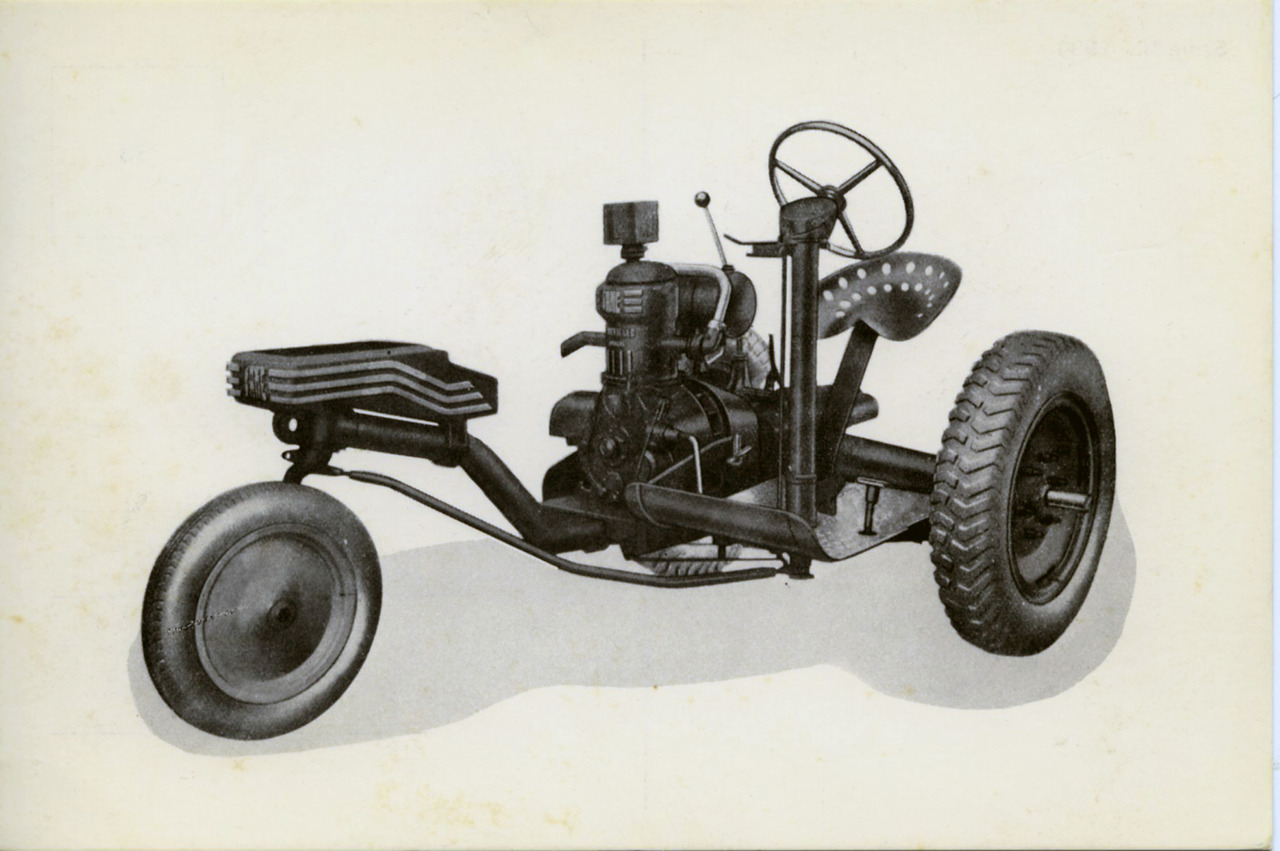
Foto ufficiale del trattorino 3r10
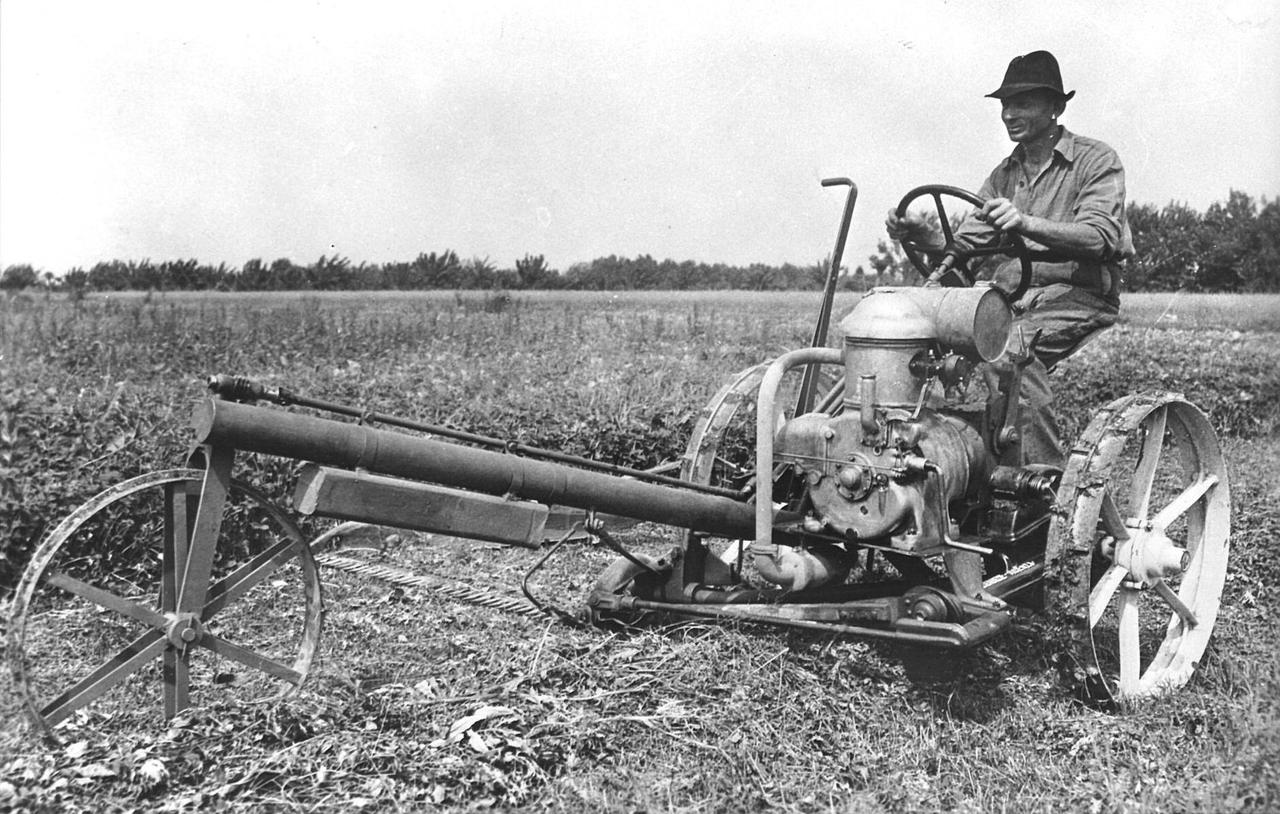
Prove su un campo coltivato della motofalciatrice

### Un difficile dopoguerra

#### Il trattorino universale
A diciotto anni dalla costruzione del Cassani 40 HP Francesco ed Eugenio hanno finalmente intrapreso la via del successo e Francesco può, per la prima volta, uscire dai confini dell'Italia per recarsi a Londra, dove lo aspetta un suo rappresentante locale, tale Michael Attlee. Dopo anni di attenta lettura della letteratura specializzata nord-europea ora può finalmente vedere coi propri occhi i modelli gestionali e le attività produttive cui si è spesso ispirato. Durante la permanenza in terra inglese visita numerose industrie e vede coi propri occhi i significativi progressi cui l'agricoltura è arrivata oltremanica. Da questo viaggio torna convinto che la SAME ha le carte in regola per guidare la meccanizzazione agricola italiana e con la determinazione di mettere mano al progetto di un trattore. È un'impresa foriera di rischi. Il mercato italiano del settore è per gran parte in mano all'americana Ford e alla canadese Ferguson, una quota minore è in mano alla Fiat e le risorse dell'azienda sono ancora limitate. Come già per l'autofalciatrice i Cassani devono puntare sulla funzionalità e la versatilità della macchina prima che sull'apparenza del prodotto. Il risultato è una struttura a tre ruote a trazione posteriore con un motore da dieci cavalli, che somiglia più ad una motozappa che ad un trattore. La strategia commerciale è la stessa di due anni prima e punta su innovazioni come la guida reversibile (prima applicazione italiana), le prese di forza in posizione laterale e la possibilità di montare gli attrezzi agricoli sul davanti utilizzando dei fermi a incastro, senza necessità di chiavi o attrezzi di alcun tipo. Per convincere gli agricoltori italiani ad acquistare il prodotto di un'azienda alle prime armi, ancora sconosciuta al pubblico e che solo due anni prima polemizzava contro il costo dei trattori per vendere l'autofalciatrice, il trattorino universale 3R 10 viene prodotto nelle tre versioni universale, autogrù e motocompressore, e il suo motore è ugualmente predisposto per il collegamento con macchinari esterni La gamma delle possibili utilizzazioni viene ampliata agli utensili più disparati (scavapatate, trivellatrice, sollevatore, ruspa, sega circolare) attraverso componenti progettati in proprio, realizzati da aziende specializzate e ulteriormente lavorati prima del definitivo montaggio assieme a componentistica reperibile all'ingrosso.
I Cassani hanno naturalmente tenuto conto anche della particolare situazione dell'agricoltura italiana di allora, frastagliata in una miriade di proprietà generalmente condotte a mezzadria nel nord e a mezzo del bracciantato nel sud. Il trattorino, che tale è anche nel prezzo, si impone rapidamente all'attenzione degli addetti ai lavori anche per l'accordo stretto con la ditta "Fratelli Moretti", che fornisce gli attrezzi da abbinare alla macchina come seminatrici, ruspe, pale caricatrici, etc. Definito "un gioiello dell'industria italiana" viene premiato con la medaglia d'oro dell'Accademia di agricoltura di Torino ma le vendite sono scarse. I Cassani attribuiscono l'insuccesso all'attività dei rappresentanti e decidono di scendere personalmente in campo nella promozione, anche perché sta diventando problematico pagare il salario agli operai.
Nel 1948 Francesco fa un viaggio in Sicilia e va a decantare le lodi dei suoi prodotti, in particolare di un trattorino tanto piccolo da poter marciare tra i filari delle viti, nelle zone controllate dalla banda di Salvatore Giuliano e dai separatisti, dove l'agricoltura va ancora avanti secondo sistemi ottocenteschi. Eugenio, nel frattempo, lavora a ricostituire una più efficiente rete di vendita ricontattando gli agenti che hanno a suo tempo rappresentato il trattore 40 HP, ma le cose non sembrano dover andare meglio. A tutto il 1948 ne sono acquistati solo 33, nei due anni successivi ne sono piazzati in totale 13. Secondo varie fonti la situazione si capovolge quando, all'edizione 1950 della Fiera di Milano, Francesco Cassani riceve allo stand della SAME la visita di don Zeno Saltini. Il fondatore di Nomadelfia ha fatto il giro dei costruttori per ottenere in dono un trattore per la cooperativa agricola della sua comunità ed ha ottenuto soltanto rifiuti. Anche Cassani inizialmente rifiuta ma tornato a Treviglio ci ripensa, e convince i vari fornitori a donare i componenti di propria pertinenza per mettere insieme la macchina che viene poi inviata a Carpi. Tale decisione deriva da una tendenza alla superstizione che sembra abbia caratterizzato tutta la sua vita, fatto sta che nell'estate dello stesso anno le ordinazioni aumentano e nel giro di alcuni mesi il grosso dei trattori viene smaltito.

#### Il trattore ad aderenza totale e il successo
Eugenio Cassani, che pur partecipando alla progettazione è l'anima imprenditoriale della ditta, reinveste i guadagni in un primo ampliamento delle officine di via Madreperla. Viene aggiunto un capannone adibito alla verniciatura, per il quale viene studiato un sistema di getti d'acqua per raffreddare in estate il tetto in lamiera, un fabbricato per l'assemblaggio delle macchine e un magazzino per le scorte e l'imballaggio dei prodotti da inviare agli acquirenti. Al momento non si può fare altro e la società, a dispetto del nome e dei premi, è ancora una piccola impresa con quattro operai e cinque impiegati amministrativi, che produce una media di 180 trattori all'anno. I riconoscimenti, i brevetti e la storia passata non sono a quanto pare garanzie sufficienti per ottenere finanziamenti dalle banche, tanto che la produzione va avanti grazie al credito e alla fiducia dei fornitori. È una situazione complessivamente gradita ai Cassani che, memori della negativa esperienza all'Alfa Romeo, seguono un modello produttivo più elastico ed efficiente, che però non offre sbocchi verso la costruzione di uno stabilimento indipendente dotato di fonderia, stampaggio lamiere, lavorazioni in catena di montaggio, etc. L'ambizione è quella di passare dalla dipendenza dai fornitori a produttori di componentistica per l'attività interna e la vendita ad altre imprese, obiettivo che appare lontano più nella possibilità che nel tempo.
Per poter coronare questo sogno da una parte è necessario ridurre all'osso le spese per l'ampliamento e il potenziamento dell'officina, dall'altra offrire prodotti sempre migliori che si possono di conseguenza vendere a un prezzo concorrenziale. Il primo problema viene risolto col materiale bellico di recupero, oltremodo abbondante, per il quale Eugenio passa al setaccio i depositi e Francesco predispone i disegni per riutilizzare la componentistica recuperata. Il secondo, mercé la possibilità di effettuare lavorazioni sempre più complesse e di poter reinvestire somme sempre più alte, viene affrontato con la progettazione di un vero e proprio trattore, il primo dopo l'esperienza del 40 HP. Prende il via la fortunata serie delle macchine D.A. (Diesel Aria), autentica rivoluzione tecnologica a livello mondiale per alcune peculiari caratteristiche come le quattro ruote motrici, che consentono di affrontare salite fino al 70% anche con carichi pesanti, la sterzata a 90° e i freni indipendenti sulle ruote posteriori, per invertire la marcia a 180° e il potersi introdurre tra gli alberi e i filari delle viti. L'idea dell'aderenza totale con quattro ruote motrici nasce dall'osservazione delle jeep americane durante la guerra e il mercato gli dà immediatamente ragione, tanto che i trattori D.A. sono da subito prodotti in diverse versioni come il DA 12 per vigneti e frutteti, il DA 25 adatto a circolare nelle risaie, ognuno con un motore più o meno potente, differenziato a seconda dell'uso per cui la macchina è indicata.
Più ancora che nel passato il ruolo operativo di Francesco ed Eugenio si differenzia. Il primo passa molto tempo al tavolo da disegno perché progetta in proprio tutta la produzione SAME, addirittura le modifiche della componentistica proveniente da ditte esterne. Il secondo è il deus ex machina dell'officina, guida il lavoro degli operai e si adatta non sempre facilmente alla pignoleria e al ritmo serrato del fratello, che vuole che tutto sia fatto "subito e ieri". Francesco si reca spesso a Milano per acquistare macchinari perlopiù di seconda mano dalla ditta Orme, che a sua volta importa dagli Stati Uniti. Sono attrezzature ad alta componibilità, prodotte per la costruzione di carri armati destinati al conflitto in Corea e rimaste inutilizzate per la rapida cessazione delle ostilità. Oltre che i trattori le quattro ruote motrici trainano lo sviluppo dell'impresa, ormai lanciata verso la definitiva affermazione, e un primo riscontro arriva dalla Caproni di Ponte San Pietro, che non ha mai del tutto ripreso l'attività dopo la riconversione dalla produzione bellica. È la stessa Caproni da cui provenivano gli aerei che facevano sognare il giovane Francesco, che si offre di ospitare una parte della produzione che nello stabilimento di via Madreperla stenta a trovare posto. Nel 1953 sono trasferite le linee di produzione dei nuovi modelli di quell'anno, il DA 38 e il super Cassani DA 55, la cui direzione viene presa in carico da Eugenio, che vi si trasferisce in pianta stabile.

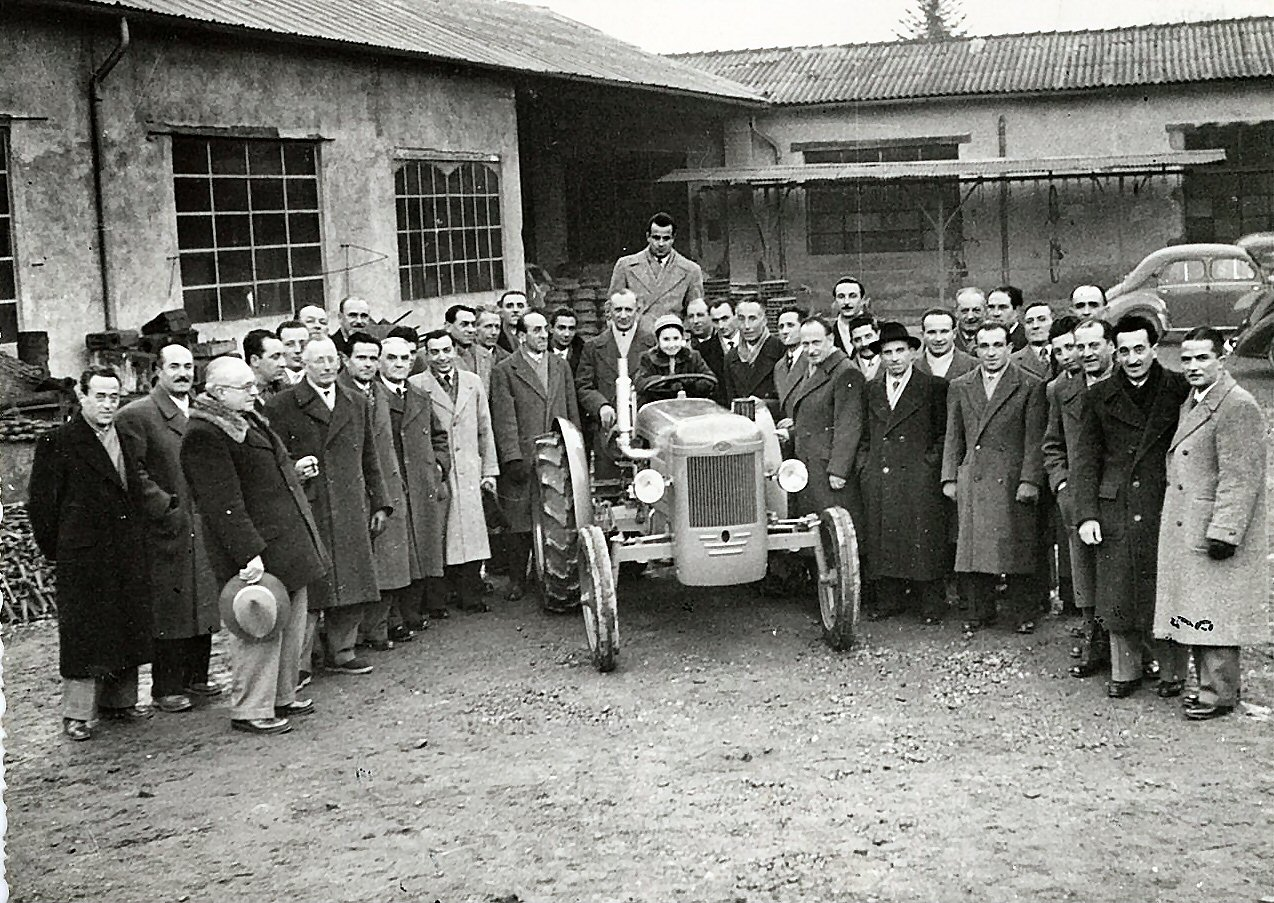
Riunione degli agenti SAME a Treviglio
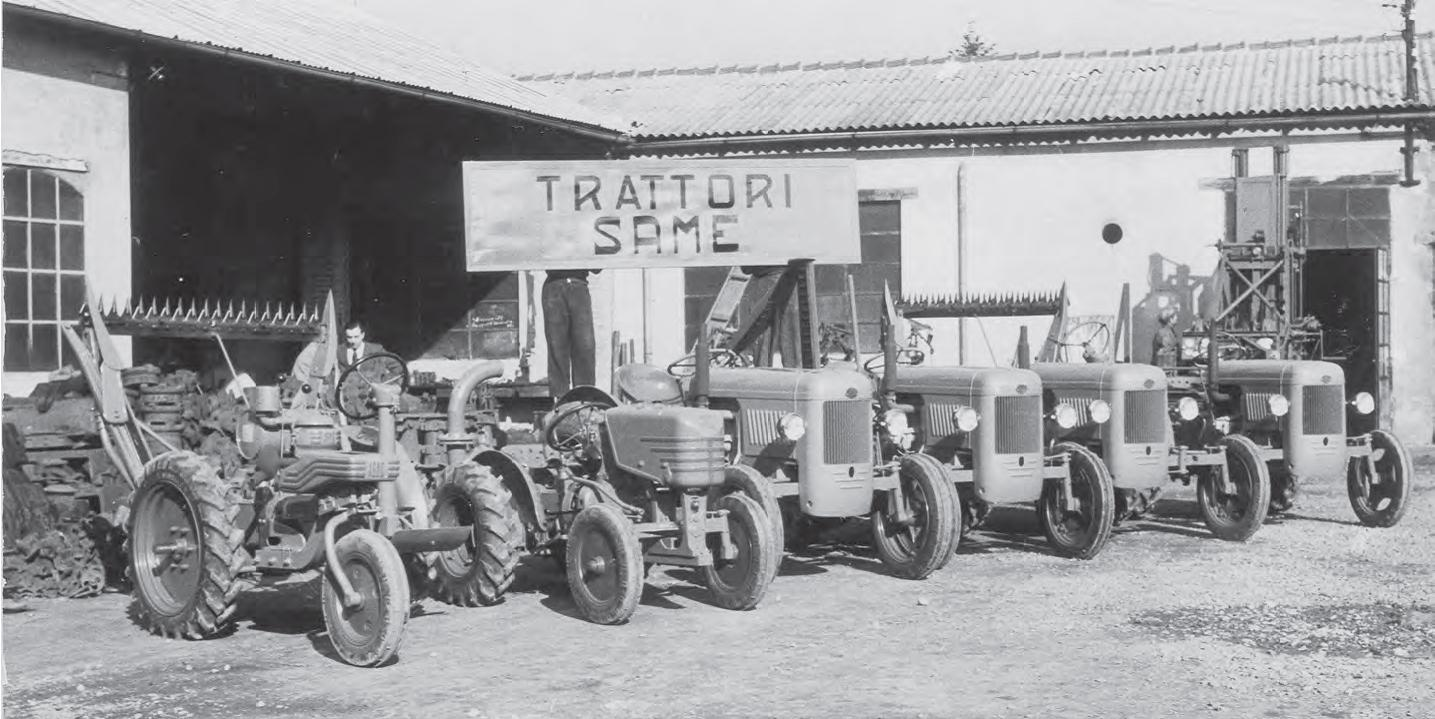
La produzione SAME anni '50
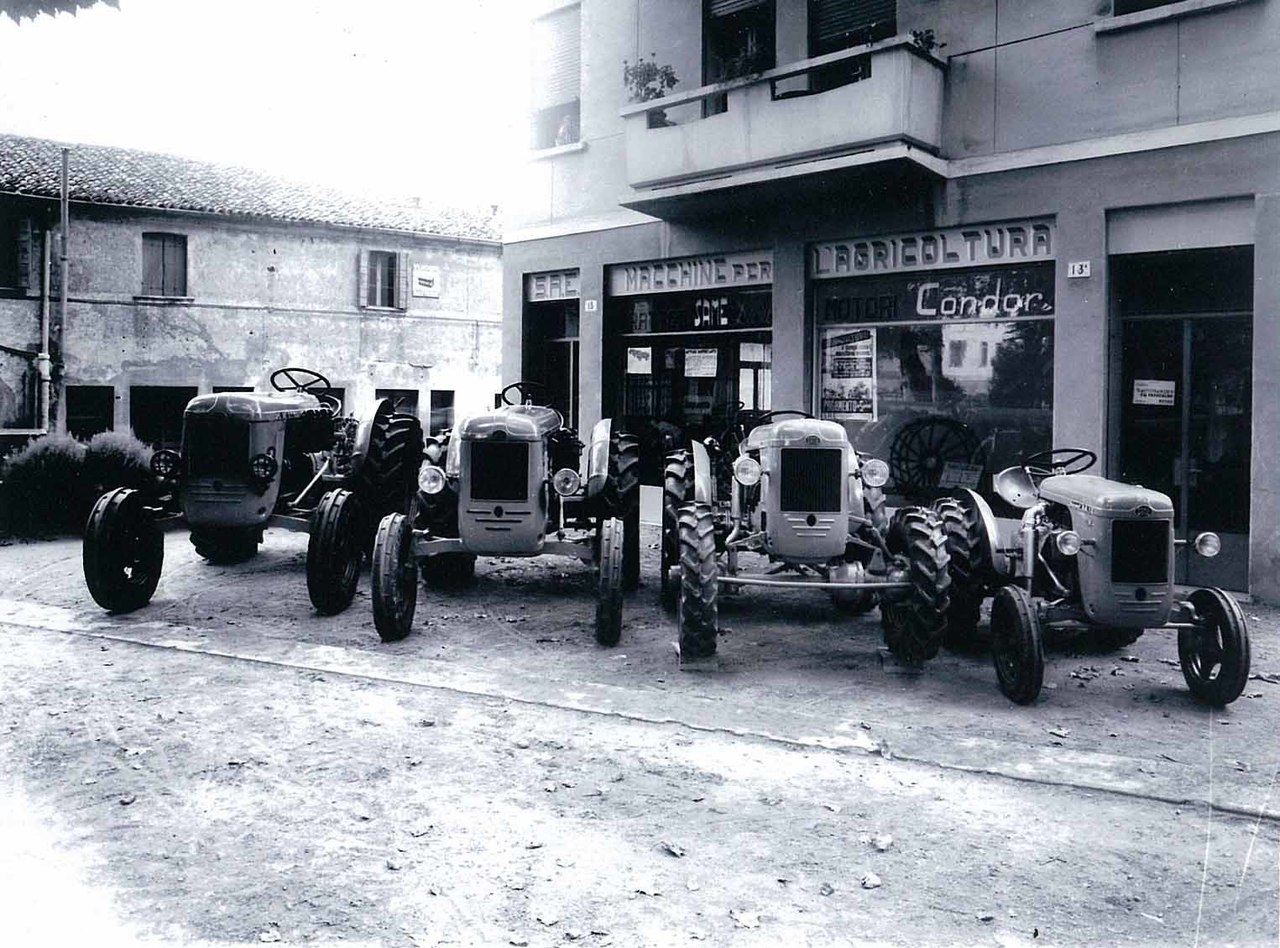
Rivenditore SAME

### L'affermazione degli anni '50
Il trattore a trazione integrale, con motore diesel raffreddato ad aria utilizzabile come forza motrice per macchinari diversi, fa presto a imporsi sul mercato a danno dei concorrenti esteri. Solo la Fiat riesce a conservare una quota significativa per i suoi legami con la rete Federconsorzi. L'emergenza e la scarsità di risorse del dopoguerra sono sempre più un ricordo del passato, ed anche il sistema bancario ora è disponibile ad accordare il credito necessario agli investimenti. L'aumento esponenziale della produzione rende sempre più necessario un grande stabilimento dove concentrare l'attività e rendersi il più possibile indipendenti dalle forniture ma in questo caso Francesco Cassani si dimostra prudente. Prima di avviarne la costruzione vuole vedere di persona il funzionamento delle grandi industrie statunitensi, delle quali sa quello che riportano le riviste di settore che non ha mai smesso di leggere e dalle quali ha spesso trovato ispirazione per i suoi progetti. Vuole inoltre gettare le basi per l'espansione internazionale della SAME. La prima tappa è la Francia. In collaborazione con Albert Piquard, costruttore di motori diesel della Bassa Savoia, nel 1954 fonda la SAME France, che nel solo primo anno di attività riesce a piazzare ben cinquecento trattori. Si reca successivamente in Brasile, dove ha un contatto con Doña Teresina Camargo, proprietaria di una fabbrica di munizioni al momento inoperosa, ma la costituzione della SAME do Brasil non viene perfezionata a causa dell'avvocato della donna, che a insaputa di entrambi è il consulente legale brasiliano della Ferguson. Negli Stati Uniti, dove viene fondata la SAME US, rimane affascinato dall'organizzazione delle fabbriche in linee produttive e da macchinari oltremodo complessi dal punto di vista costruttivo ma di facile utilizzo, dove un solo operaio può sovrintendere allo stesso lavoro che a Treviglio ne richiede cinque o più.
Da questo viaggio torna con lo stesso entusiasmo dei suoi anni giovanili, pieno di idee e di iniziative, e con un acquisto che viene scaricato a Genova qualche settimana dopo. Ha comprato un tornio per gli alberi motore della "RK LeBlond Machine" di Cincinnati e durante il viaggio di ritorno, decisa la sua organizzazione, abbozza un progetto di massima per il nuovo stabilimento dopo aver incaricato telegraficamente il fratello di perfezionare l'acquisto di un appezzamento di terreno di circa 100.000 metri quadri.

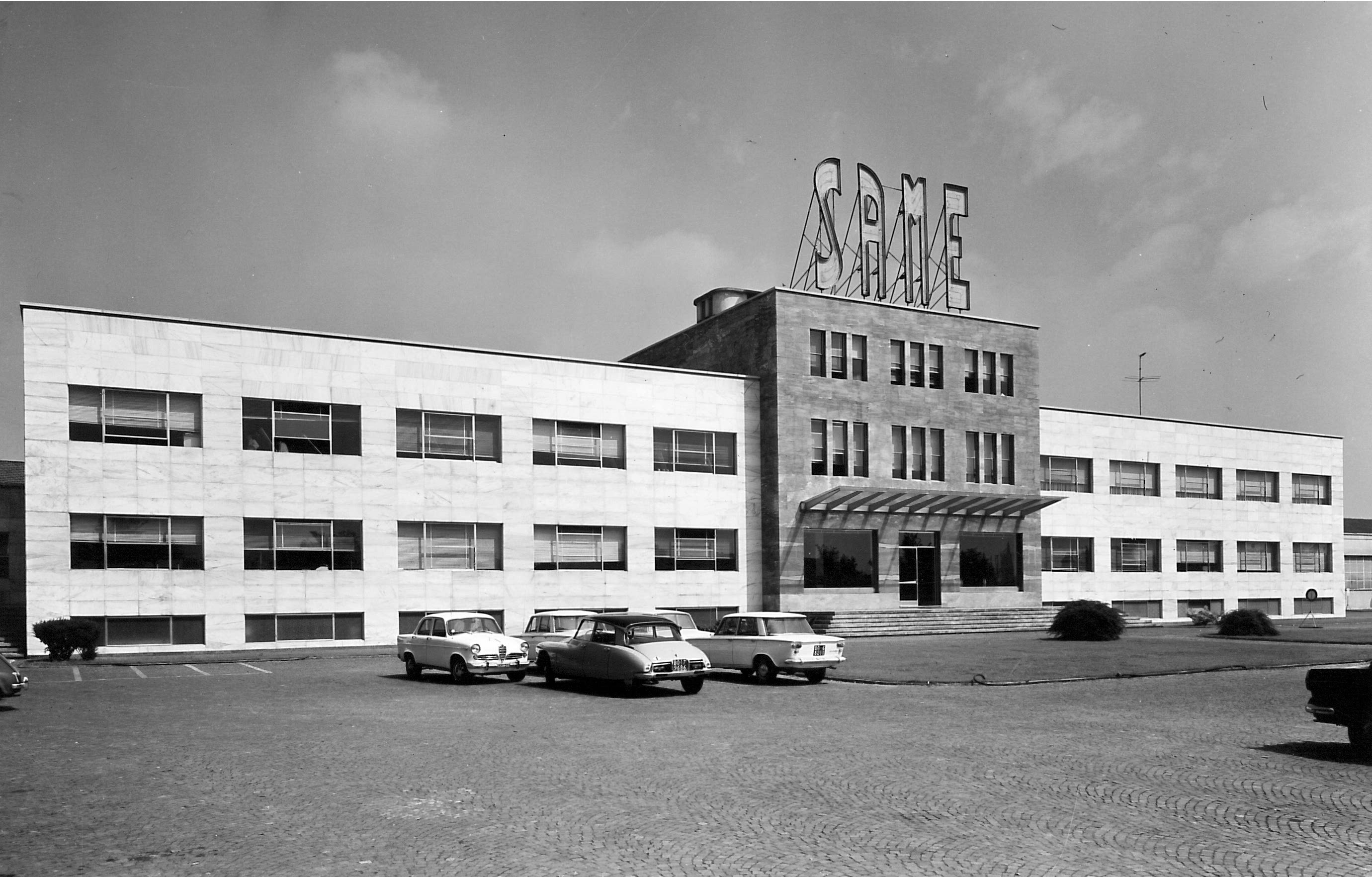
Lo stabilimento tuttora attivo della SAME lungo la via Padana Superiore, attuale viale Francesco Cassani.

La costruzione è avviata nel marzo 1956 e con tre turni giornalieri viene completata in tempo per la riunione annuale dei rappresentanti SAME, il 20 dicembre. All'inaugurazione è presente Luigia Rocchi, ormai anziana e residente in una casa di riposo, che a trent'anni dal primo motore e dalla Rolland-Pilain assiste soddisfatta al successo personale e commerciale dei suoi figli ed in particolare di Francesco, del quale aveva più volte in passato criticato l'eccessiva sicurezza personale. La struttura, oltremodo semplice e razionale dal punto di vista architettonico, si sviluppa su un'area coperta di 80.000 metri quadrati. L'officina è un ambiente unico di 250 metri di lunghezza e 75 di larghezza organizzata su tre linee di lavorazione (motori, verniciatura, assemblaggio), i cui macchinari sono progettati e fatti costruire dai due fratelli.  In altra ala sono sistemate la fonderia, il reparto per la stampa delle lamiere, i magazzini delle scorte, la mensa, gli spogliatoi, i servizi e l'asilo nido per i figli delle operaie con personale specializzato. L'organizzazione dell'officina ricalca i modelli delle industrie estere che Francesco ha visitato (la Perkins in Inghilterra, Caterpillar, Ford e la "nemica" Ferguson negli USA, Fiat in Italia) ma viene in parte mantenuto il decentramento produttivo continuando ad affidarsi a fornitori esterni di provata fiducia per una serie di minuterie. Diversi attrezzi specifici come aratri (monovomere, bivomere, a dischi, reversibile), estirpatori a molle, erpici a dischi, frese, ruspe posteriori, barre falcianti, rimorchi ribaltabili, pompe da irrigazione e trivelle, sono ora prodotti in proprio.

### Il sistema SAC e la scomparsa di Eugenio
Nel primo anno di attività dal nuovo stabilimento escono tremila trattori dei vari modelli ma l'ambizione è quella di raggiungere i diecimila, metà dei quali da destinare all'esportazione. L'obiettivo appare difficile ma non impossibile da raggiungere, e per varcare questo ennesimo traguardo Francesco si getta a capofitto nella progettazione. Una delle prime idee che raggiungono Eugenio in officina è la "Stazione automatica di controllo" (SAC), un nuovo tipo di sollevatore idraulico che consente di stabilire il rapporto tra il peso da trainare o sollevare e la potenza erogata dal motore, messa a punto nel 1958 per il trattore 240 DT a due cilindri. Il sistema è una variante di quello della Ferguson, imitato per non chiedere la concessione del relativo brevetto ma che sarà in seguito al centro di una contesa tra le due imprese.
Montata in serie sui modelli successivi (360, 480 Ariete, Sametto 120) del 1959 è l'ultima innovazione messa a punto in comune da Francesco ed Eugenio. Quest'ultimo viene infatti a mancare pochi mesi dopo. La rapida malattia e la scomparsa sorprendono il fratello nel corso di un viaggio in Argentina, dove sta gettando le basi di una filiale. Con la sua morte viene a mancare il lato pragmatico ed operativo del sodalizio, quell'anima imprenditoriale che, come già la madre in passato, deve tenere a freno la vulcanica inventiva e la spesso eccessiva sicurezza personale di Francesco, che deve rassegnarsi a proseguire da solo. Dopo aver liquidato le quote di Eugenio ai suoi nipoti, che hanno deciso di non impegnarsi nell'azienda, il suo alter ego diventa la figlia Luisella.

### Luisella imprenditrice

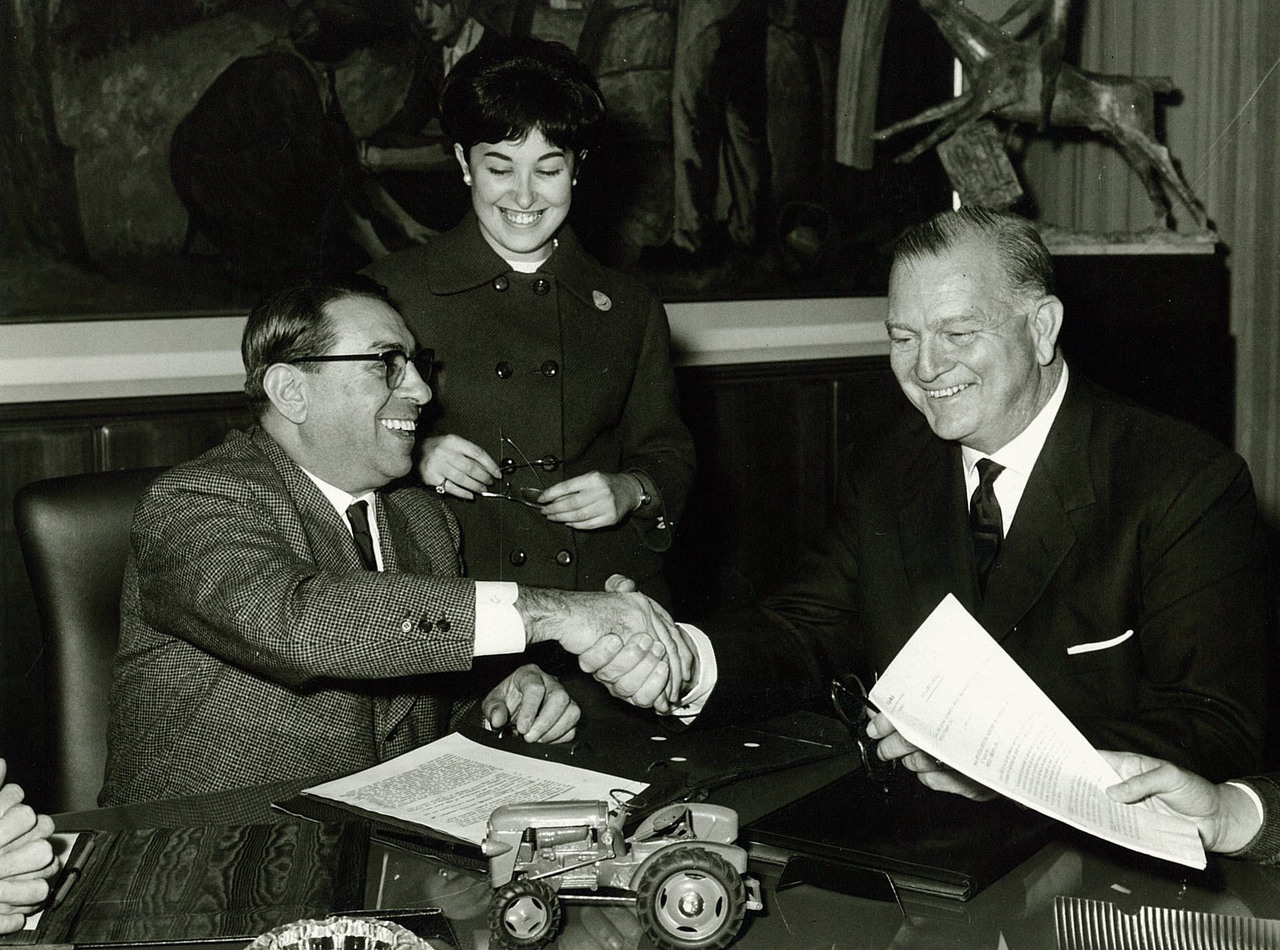
Luisella con il padre Francesco

Luisella Cassani nasce nel 1942 a Treviglio ai piani superiori del vecchio stabilimento Same accanto alla sala prove.
Unica figlia di Francesco, dopo un tirocinio all’estero, entra giovanissima nell’azienda di famiglia dopo la morte dello zio Eugenio. Efficiente al pari della nonna paterna Luigia Rocchi collabora strettamente con il padre impegnato nelle progettazioni, per tutto il decennio degli anni ’60, facendone le veci e sostituendolo in molti dei suoi viaggi all’estero. 
Francesco muore, nel luglio del 1973, dopo l’accordo con Ferruccio Lamborghini per l'acquisizione della Lamborghini Trattori dalla casa automobilistica, avviando così la trasformazione della SAME nell'attuale gruppo Same Deutz Fahr.  
Luisella ne raccoglie l’eredità ed insieme al marito Vittorio Carozza prima ed ai figli dopo getterà le basi per trasformare l’azienda di trattori nell’attuale multinazionale SDF con 9 siti produttivi tra Europa ed Asia.
Si dedica allo stesso tempo ad innovazioni di carattere sociale all’interno dell’azienda e come membro dei giovani di Assolombarda scopre le biblioteche aziendali aperte da Pirelli e Falk, decidendo di crearne una anche a Treviglio. Progetta e realizza così, sia pure in mezzo a notevoli difficoltà, una biblioteca per l’azienda, un nuovo servizio per aiutare i dipendenti e le loro famiglie «Ho dovuto lottare tantissimo e contro tutti — ricorda —. Alla fine mi avevano dato un garage bruttissimo. Avevo voluto che ci fosse una sezione con i libri scolastici. A quei tempi c’era molta povertà e non tutte le famiglie potevano permetterseli. Molti giovani dipendenti nella pausa pranzo venivano a studiare. Poi come succede nelle aziende in crescita un giorno la biblioteca me la sono trovata chiusa perché lo spazio serviva per l’archivio».
Anni dopo vuole essere presente alla rinascita della biblioteca  dedicata ai dipendenti del gruppo SDF ed alle loro famiglie. Il servizio registra un notevole sviluppo con una dotazione di 1400 libri, poi arrivando a 5000, con una sezione di testi di matematica e fisica appartenuti al marito di Luisella, con una collezione dedicata alla meccanizzazione ed all’agricoltura. La biblioteca entra quindi a far parte della Rete Bibliotecaria Bergamasca.
Per l’assunzione di ruoli dirigenziali e la partecipazione al Consiglio di Sorveglianza di SAME Holding e al Consiglio di Amministrazione della Fondazione SAME (il ramo del gruppo attivo in attività sociali e di promozione culturale, in Italia e nel mondo), ruoli detenuti fino alla sia morte, le viene conferita nel 2013 l’onorificenza del Comune di Treviglio: il San Martino d’Oro, la massima onorificenza del Comune bergamasco
 

Luisella muore  il 27 novembre 2024 in Svizzera a Castel S. Pietro nel Canton Ticino 

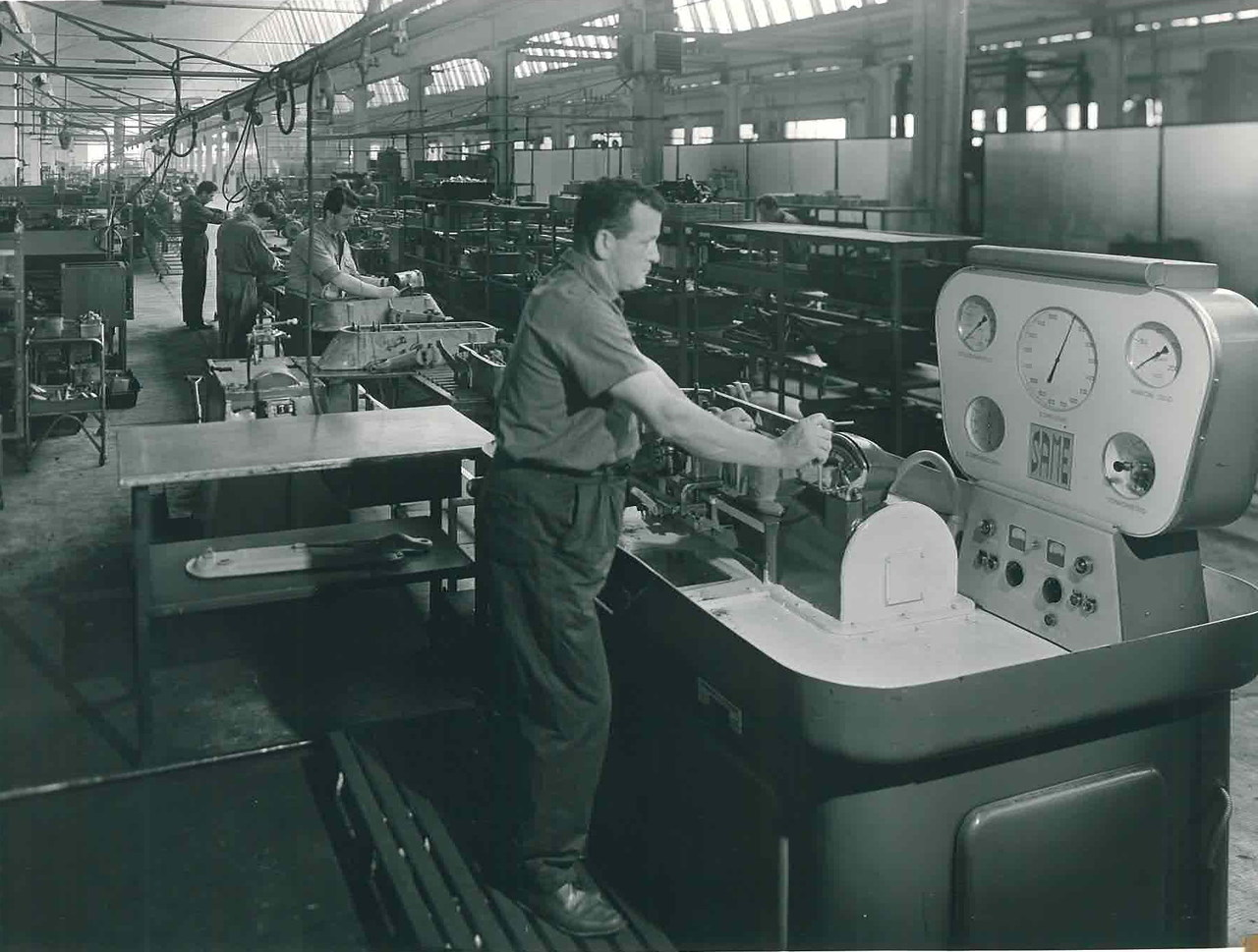
Interno dell'officina nello stabilimento della SAME
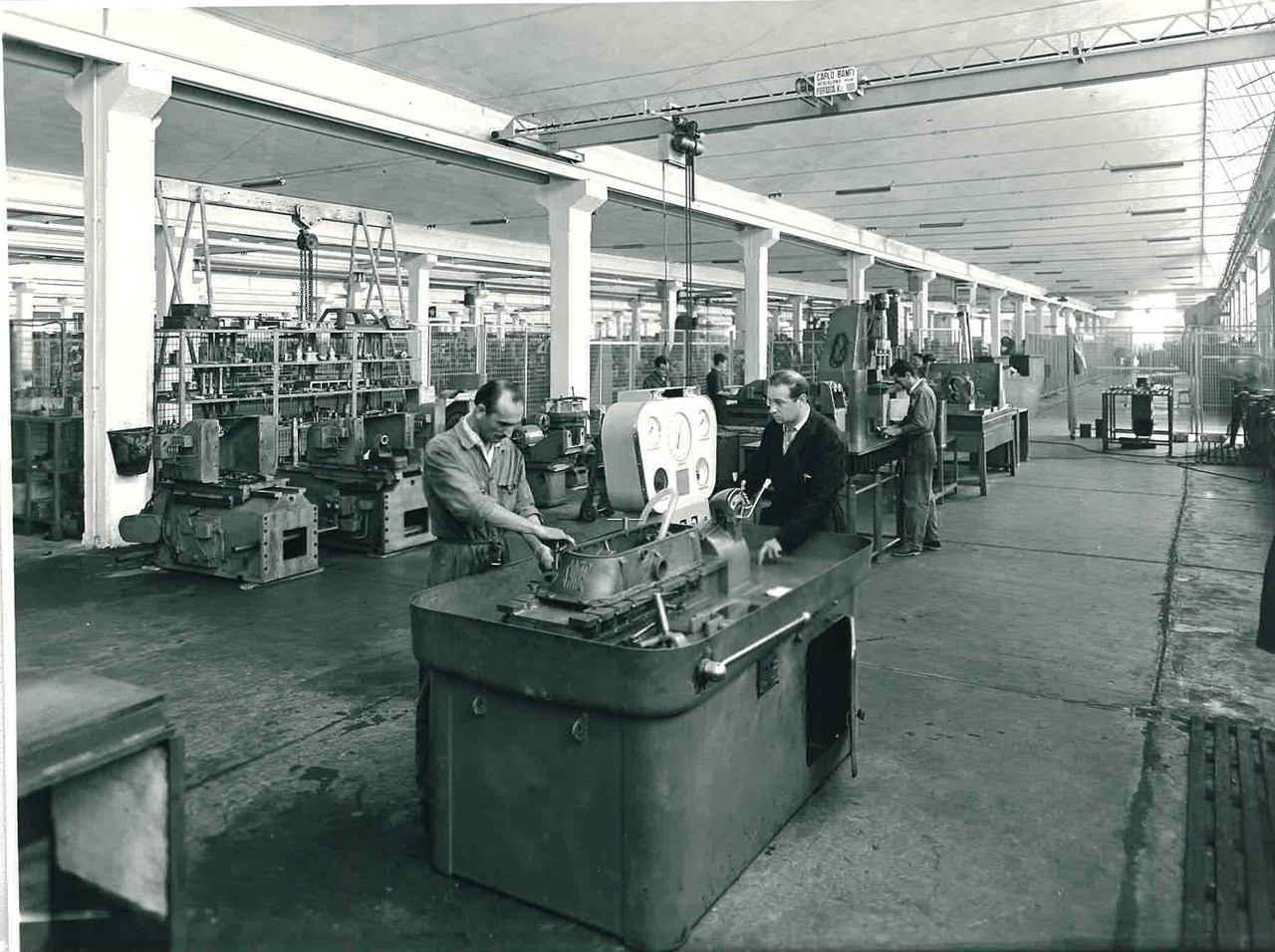
Interno dell'officina nello stabilimento della SAME

### Il progetto Samecar
L'idea prende corpo durante una vacanza a Cortina d'Ampezzo, durante la quale Francesco Cassani abbozza un progetto su alcuni fogli dell'albergo in cui alloggia. È un trattore che sembra voler imitare all'aspetto esteriore un autocarro. Si tratta di una macchina polivalente che può essere utilizzata su strada e sui campi, e con ruote adatte perfino trainare una fila di carri merci ferroviari sui binari. Unisce i pregi del trattore e dell'automobile e dovrebbe far sì che i contadini possano avere entrambi a una cifra inferiore al costo della Fiat 600. "Per la prima volta", scrive il volantino pubblicitario ufficiale, "diamo al trattorista le stesse comodità dell'automobilista". Il prototipo viene presentato il 3 gennaio 1961 alla presenza di Mariano Rumor, all'epoca ministro dell'agricoltura, sul campo della Scuola Sperimentale di Agricoltura delle Capannelle, lo stesso dove trentatré anni prima ha presentato il suo primo trattore ai gerarchi del regime fascista, e mantiene le promesse fatte dalla propaganda. Ha il lunotto panoramico con tergicristallo, vetri scorrevoli, il posto guida dotato di poltroncine imbottite in gommapiuma con la cabina rimovibile, riscaldamento e addirittura un rudimentale sistema di aria condizionata. La stampa e la TV danno ampia eco a questa inusuale novità, che viene presentata al Salon International de la machine agricole come l'avvenimento dell'anno, ma nonostante l'entusiasmo arrivi a coinvolgere politici di primo piano come Amintore Fanfani e Guido Gonella, che visitano i prototipi a Treviglio, il progetto si rivela un fallimento.
Un primo ostacolo è la velocità massima fissata a 40 km/h, normale per un trattore, ma inammissibile dal Codice della strada, che esclude a priori l'utilizzo del veicolo come automobile. Il problema potrebbe essere risolto studiando un sistema che consenta al motore prestazioni diverse a seconda dell'utilizzo, ma il settore sta affrontando un periodo difficile a causa dello spopolamento dei paesi agricoli e del graduale abbandono della terra da parte dei giovani. L'utilizzo prevalente del trattore per i trasporti a scapito del lavoro dei campi, base di partenza dell'idea, si scontra con l'arretratezza delle famiglie contadine, che a dispetto di qualsiasi riforma del settore agrario sono povere e sfruttate da latifondisti e proprietari, e che quindi non sanno che farsene del veicolo al di là dei confini del podere. Come sempre sicuro delle proprie idee Cassani ha molta fiducia in questo progetto e ben lungi dall'abbandonarlo progetta una quarta versione, il modello "elefante", un vero e proprio autocarro di grande potenza, in versioni tra 120 e 160 cavalli, ma non vale a migliorare le cose.
A parte l'ordinazione della filiale francese le commesse languono e i veicoli si ammassano invenduti, e dopo un'ulteriore riunione con i collaboratori decide di abbandonare il progetto e di far smantellare le relative linee di produzione.

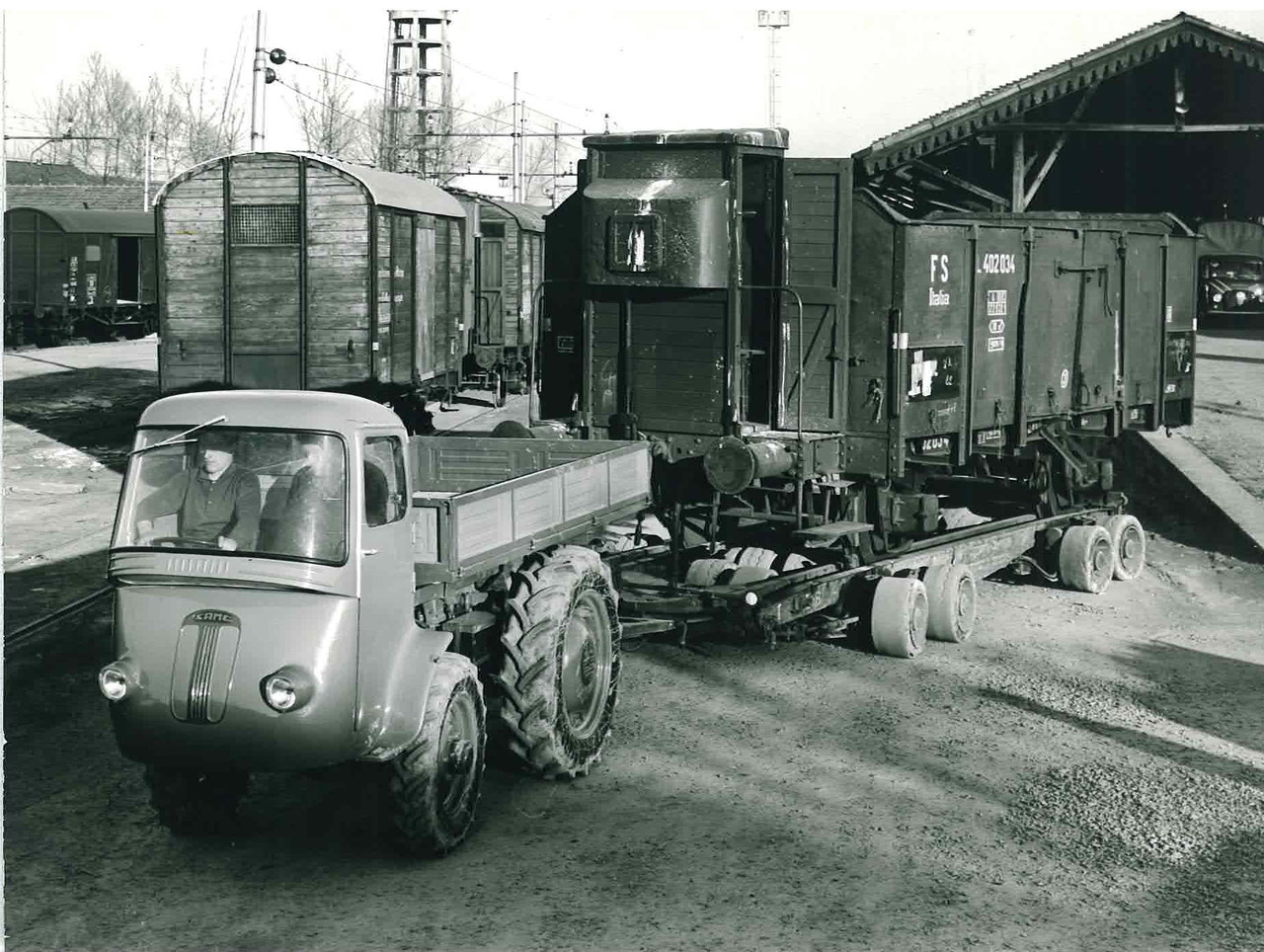
Un Samecar industriale con carrello per trasporto carri
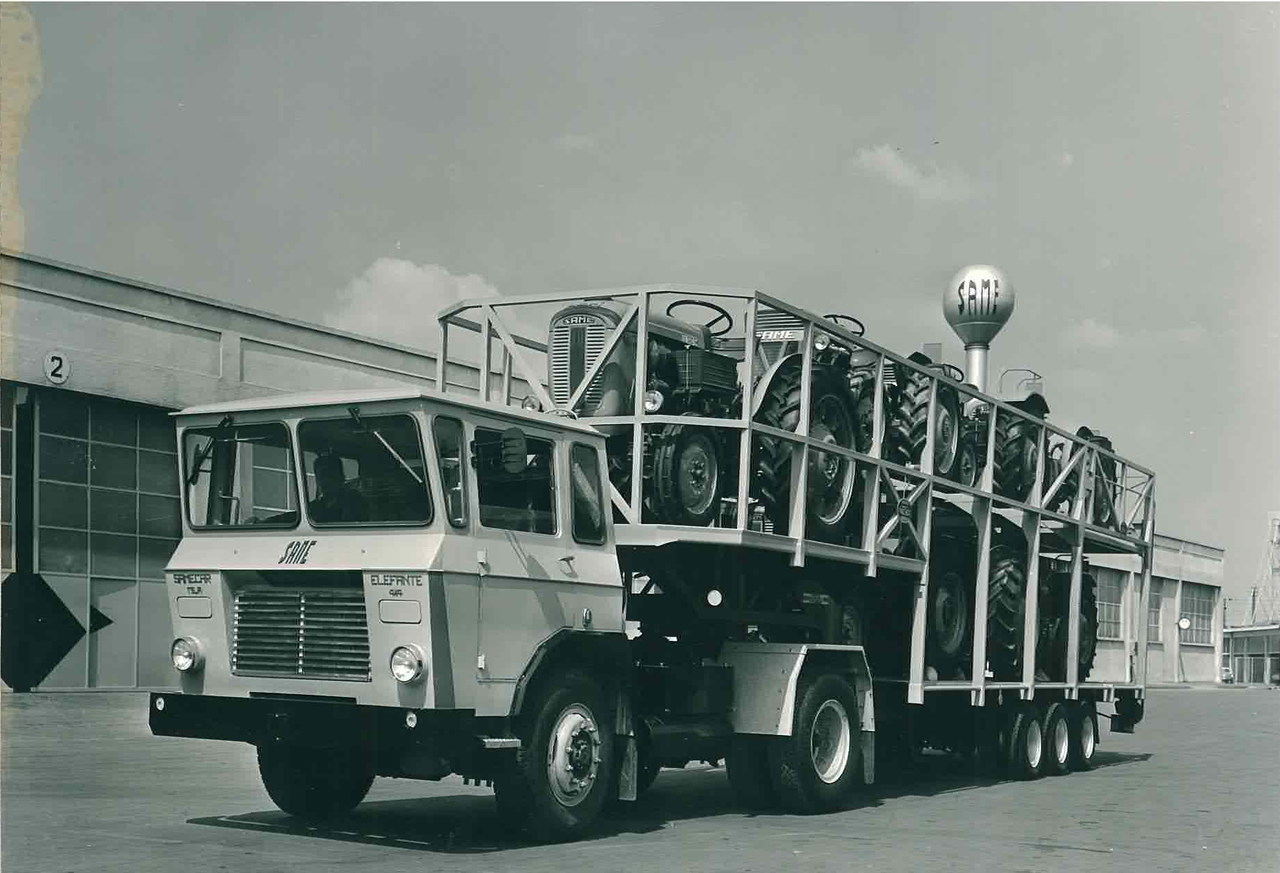
Samecar Elefante con carico di trattori SAME di vario tipo
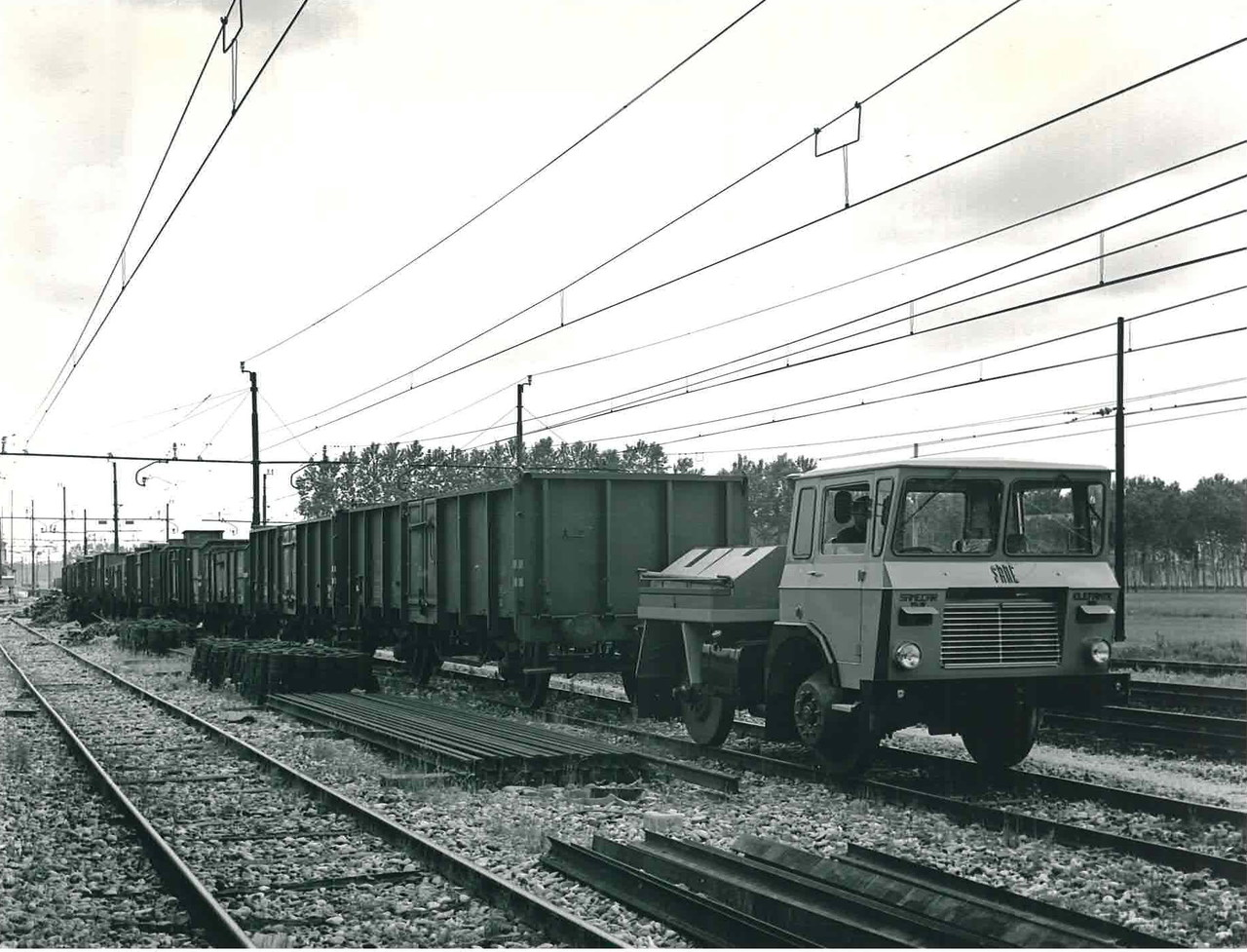
Un Samecar Elefante traina un convoglio di carri merci

### Gli ultimi anni
Con la figlia che prende il posto di Eugenio almeno sul lato imprenditoriale Francesco Cassani dedica il decennio degli anni '60 all'espansione internazionale della società. Gira l'intera Europa, viaggia in Africa, America e Australia, e riceve di continuo delegazioni straniere nello stabilimento di Treviglio. I trattori della SAME fanno breccia anche negli Stati Uniti, dove si ritagliano una quota del mercato a danno di Massey Ferguson, Ford e Caterpillar mentre in Africa la ditta può appoggiarsi ad alcune officine rudimentali ma efficienti di Addis Abeba. Luisella effettua i viaggi al posto del padre quando Francesco deve dedicare il suo tempo alla progettazione. Sua figlia Luisella, che deve far spesso da tramite tra il dinamismo del genitore e le esigenze organizzative della ditta, si reca a sua volta all'estero quando il padre si getta sul tavolo da disegno per concretizzare nuove idee. Una delle occasioni è la progettazione del "Dinosaur", una macchina di grande potenza, commissionata dall'agente boliviano della SAME, che si limita però a una serie prototipo di dieci unità. Adatto alle grandi estensioni del nord e sud America è un trattore del tutto nuovo per l'Italia, col difetto al momento irrisolvibile di consumare il 40% della potenza erogata per muovere se stesso.
La sua mancata produzione è legata alle più generali limitazioni della produzione dell'epoca, vincolata alla componentistica prodotta in proprio ed ancora lontana dall'innovazione fondamentale del motore in lega leggera, ma porta alla prima applicazione di una trasmissione semi-automatica, che ricorda il sistema Powershift messo a punto nello stesso periodo dall'industria statunitense.

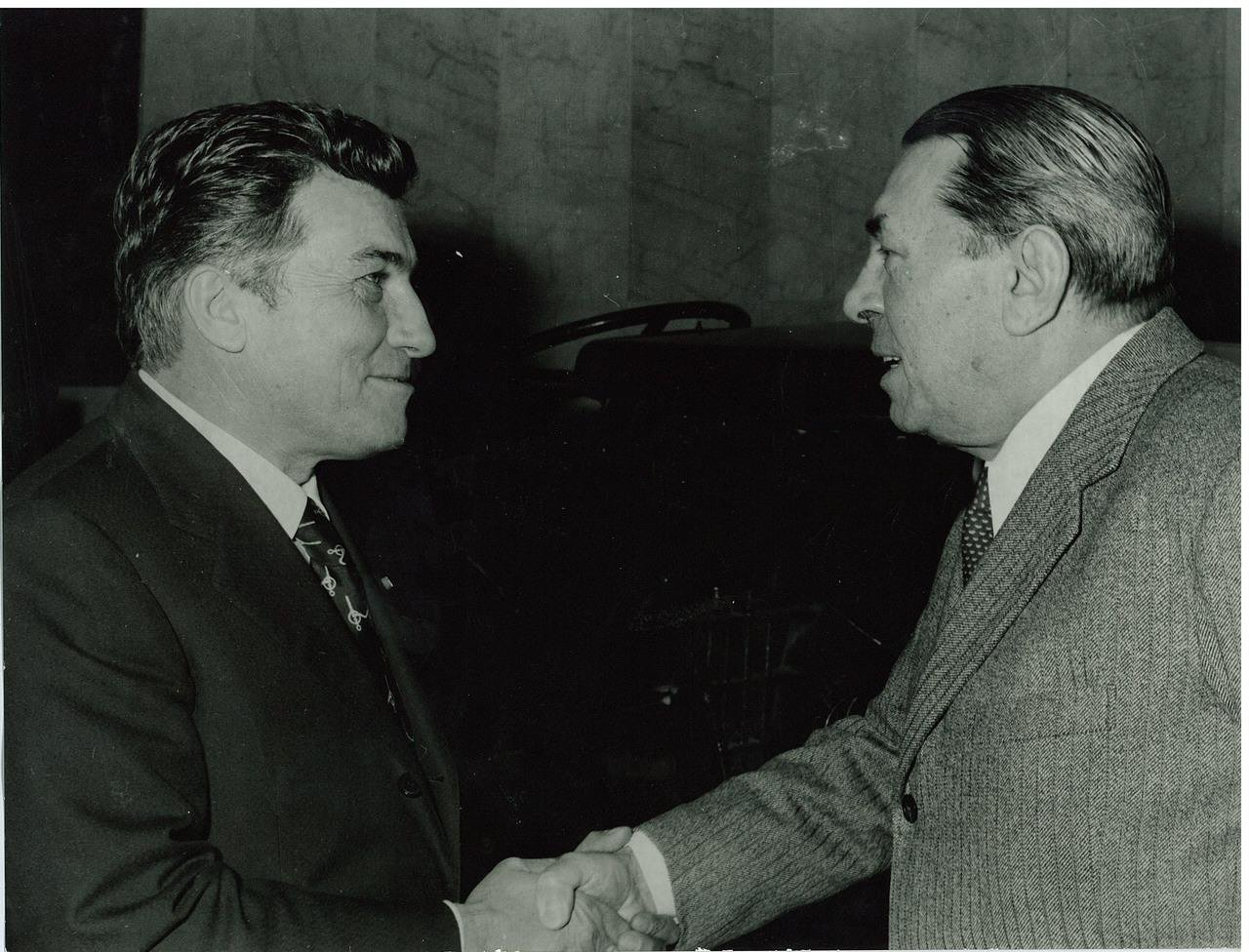
Francesco Cassani con Ferruccio Lamborghini.

Nello stesso periodo cominciano ad apparire i primi sintomi del suo indebolimento fisico, un formicolio al braccio sinistro e una paresi facciale che si risolve in breve periodo. Sono le conseguenze di un prolungato stress psicofisico, durato gli anni stessi dell'azienda. Per Cassani, infatti, la fabbrica è al contempo lavoro e passione, lascia poco spazio agli hobby e alla vita sociale, e salvo la costruzione dell'ospedale di Treviglio (di cui è presidente per una decina d'anni), vive unicamente per la SAME. Nell'ultima fase della sua vita ha però la soddisfazione di vedere avverarsi molte delle sue previsioni. Nel 1969 la produzione supera il traguardo dei diecimila trattori per la rinnovata spinta alla meccanizzazione agricola, lasciata da parte a favore dell'industria negli anni del boom economico e ripresa quando il miracolo italiano si esaurisce per far spazio all'inflazione degli anni '70.
L'ultimo atto di Cassani è la firma dell'accordo con Ferruccio Lamborghini per l'acquisizione della consociata Lamborghini Trattori dell'omonima casa automobilistica, avviando la trasformazione della SAME nell'attuale gruppo SAME Deutz-Fahr. Sempre più malato muore pochi mesi dopo, lasciando alla figlia e al genero Vittorio Carozza (che gli succede alla guida della SAME), un testamento spirituale.
(Il testamento spirituale di Francesco Cassani)

## Premi

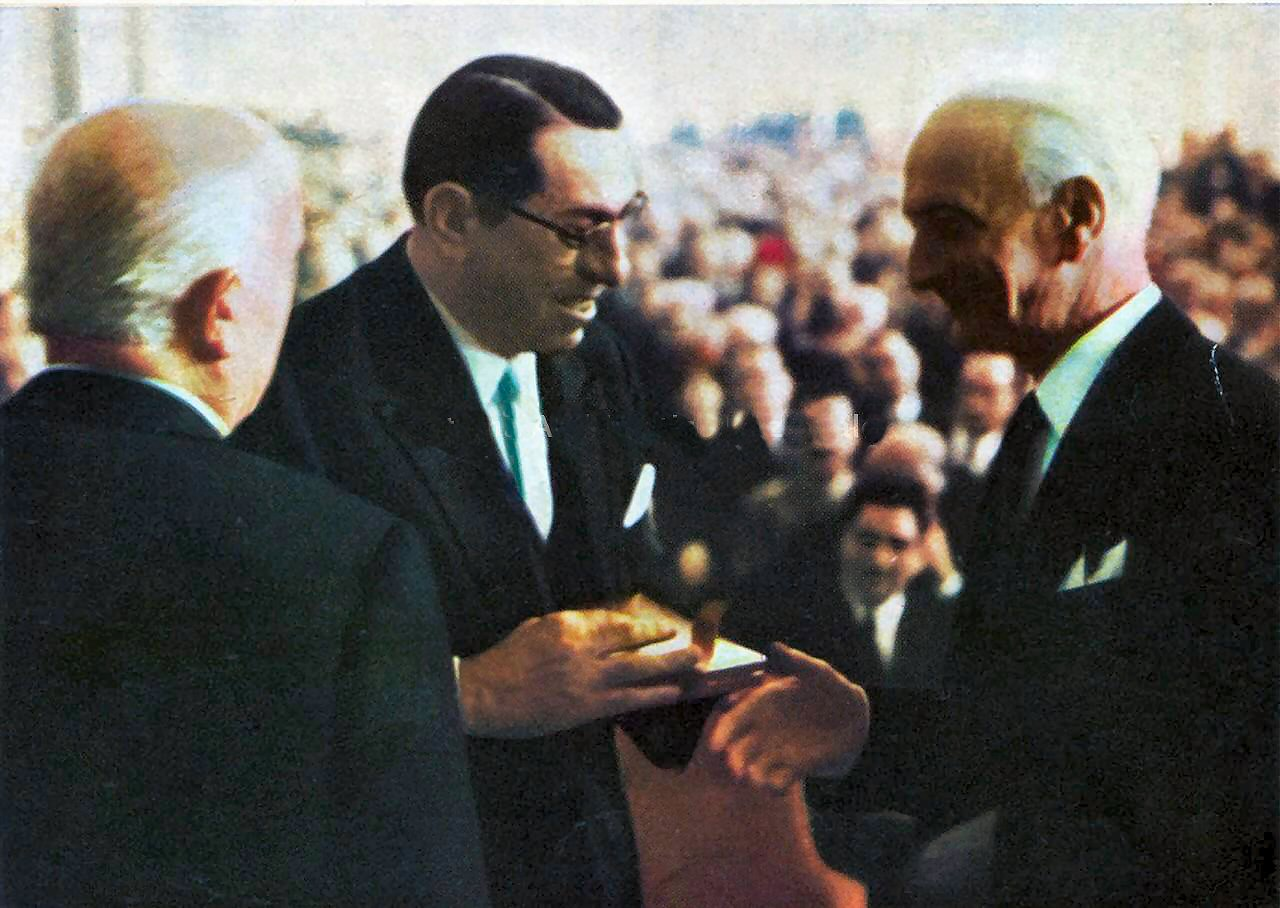
Francesco Cassani riceve la nomina di Cavaliere del Lavoro dal Presidente della Repubblica Antonio Segni.

### Officine meccaniche Cassani
- 1934 - Primo premio all'VIII Concorso motonautico internazionale d'Italia, Venezia Lido, XII crociera Venezia-Trieste-Venezia per economia di carburante.
- 1939 - Premio del Consiglio Nazionale Ricerche per il motore Italmotor

### SAME
- 1948 - Concorso internazionale per Motocoltivatori. Diploma di medaglia d'oro per l'autofalciatrice
- 1957 - Riconoscimento per la partecipazione al decennale del Salone della Macchina Agricola
- 1967 - Mercurio d'oro, L'Oscar del Commercio e dell'Industria conferito ufficialmente alla SAME
- 1972 - Seminatore d'oro alla 25º Salone della macchina agricola e 74ª Fiera di Verona

## Onorificenze e riconoscimenti

### Francesco Cassani
- Laurea Honoris Causa in Ingegneria Meccanica[62]

Francesco Cassani, nato a Vailate (Cremona) il 16 aprile 1906 cominciò giovanissimo a lavorare nella modesta officina meccanica del padre, studiando contemporaneamente negli Istituti di Istruzione Tecnica di Milano, ma non poté, come sarebbe stato suo vivo desiderio, proseguire negli studi universitari, causa la prematura morte del padre che gli lasciò il grave onere di dirigere l'azienda che doveva provvedere ai bisogni della famiglia. La profonda passione per la meccanica, unita alla vivacità di ingegno e a un'innata capacità inventiva, gli permisero di affermarsi, appena ventenne, come pioniere della meccanizzazione agricola, realizzando, nel 1927, con la collaborazione del fratello minore Eugenio, la prima trattrice agricola del mondo azionata da motore diesel, cioè la Cassani 40 CV, la cui costruzione, per carenza di mezzi finanziari, fu appoggiata alle officine Barbieri di Bologna. [...] Francesco Cassani è ormai considerato ovunque, in Italia e all'estero, nell'ambito della meccanizzazione agricola, come tecnico di avanguardia nella costruzione di trattrici. Considerata la notevole attività di pioniere, innovatore e realizzatore nel campo delle costruzioni meccaniche e in particolare della tecnica motoristica, e a riconoscimento dei suoi alti meriti per il progresso dell'industria nazionale, il Consiglio di Facoltà delibera di proporre il conferimento della laurea honoris causa in Ingegneria industriale (sottosezione meccanica) al Signor Francesco Cassani.

## Modelli prodotti
Cassani:
- 1927 - Cassani 40 CV
- 1934 - Motore nautico diesel a revolver
- 1938-1940 - Motori diesel a revolver e pistoni contrapposti A4/90 (per navi) e B8/110 (per aerei)
- 1957 - Super Cassani Diesel D.A. 47

SAME:
- 1946 - Autofalciatrice 851
- 1948 - Trattorino universale
- 1950 - 4R/10
- 1952 - D.A.12 - D.A.25 DT
- 1953 - D.A.38
- 1954 - D.A.12 - D.A.55
- 1956 - D.A.17 - D.A.57
- 1957 - DA 30 - Sametto 18
- 1958 - SAC (Stazione Automatica di Controllo)
- 1959 - 240 DT – 360 – 480 Ariete – Sametto 120
- 1960 - Samecar –  Puledro
- 1961 - 250
- 1965 - Italia V –  Atlanta
- 1966 - 450 V – Centauro
- 1967 - Leone 70
- 1968 - Ariete
- 1969 - Minitauro 55
- 1971 - Delfino
- 1972 - Sirenetta – Saturno – Corsaro – Aurora – Drago
- 1973 - Minitauro Cingolato

## Archivio
La documentazione fotografica, tecnica (disegni originali, brevetti, libretti d'uso e manutenzione, manuali d'officina, cataloghi parti di ricambio) e pubblicitaria (cataloghi, dépliant, pubblicità a stampa, calendari, house organ, filmati) relativa alla produzione della SAME è conservata a Treviglio presso il Museo SAME nel fondo Same Deutz-Fahr (estremi cronologici:1918 gen. 1 - sec. XXI).

### Esplicative
1. ↑  Da una lettera delle Officine Cassani alla Breda:
Motore a due cilindri monoblocco a testa fredda senza magnete, senza candele, senza valvole, senza carburatore, con avviamento ad aria compressa. Detto motore è a combustione graduale a pressione costante, ed accensione spontanea, compie 500 giri e sviluppa 40 HP. Consuma a pieno carico 200 grammi per 10 ore di olio pesante nero denso, del potere calorifero di 8.500 calorie per Kg.[...]... si mette in moto con quattro o cinque centimetri cubi di benzina, introducendo in apposito luogo con uno speciale apparecchio due pezzetti di corda accesi imbevuta di nitrato di potassio. Gli si da l'aria compressa e istantaneamente il motore inizia il moto.[...] Nelle prove sul campo ha dato i seguenti risultati: terreno arato ettari 2,5 in ore 10 consumando Kg 45 di olio pesante, che al prezzo di L. 0,55 dà una spesa di L. 15,65 circa.
2. ↑  Dati ufficiali del trattore Cassani 40 HP
Motore a 2 tempi - Potenza (cv/giri): 40/550 - Cilindrata / alesaggio/corsa (cc/mm): 12.723/180x250 - Marce 3 avanti e rm: - Velocità mix/max (km/h): 3,480/15: - Lunghezza (mm): 2.760 -  Larghezza: (mm): 1.640 - Altezza (mm): 1.550 - Passo (mm): 1.640 - Peso (kg): 2.450 - Presa di forza a puleggia - Accensione a sigaretta - Ruote in acciaio: anteriori diametro: 720 mm, larghezza cerchione: 160 mm, posteriori diametro 1050 mm, larghezza cerchione 285 mm - Le ruote anteriori sono dotate di 28 spuntoni lunghi 130 mm.
3. ↑  Da "Il sogno infranto di Francesco Cassani":
Sicuramente pesò ai vertici aziendali l'incontro e lo scontro con i caratteri difficili ed autoritari del presidente Ugo Gobbato e del direttore tecnico, il catalano ing. Wilfredo Pelay Ricart y Medina. Va anche detto che la guerra in corso richiedeva all'Alfa Romeo una produzione esponenziale di motori stellari [...] inoltre stava affrontando l'ardua produzione di un motore totalmente diverso e complesso [...] dulcis in fundo, il direttore Ricart, valido ma accentratore, era tutto concentrato su un suo progetto. In tale contesto il motore Cassani era certo visto come un corpo estraneo, imposto e non gradito, causa/pretesto per ogni colpa di dilazioni e ritardi.
4. ↑  Dal volantino ufficiale dell'autofalciatrice SAME:
Motore: 8 CV a quattro tempi, funzionante a petrolio con accensione a benzina. Il motore può essere minuto di una puleggia motrice per l'azionamento di macchine ausiliare di un'azienda agricola (sgranatoi, trinciaforaggi, pompe per travaso liquidi, ventilatori per essiccatoi). Guida ottenuta mediante timone e ruota direttrice anteriore in linea con la ruota posteriore lato lama, in modo da non schiacciare l'erba appena falciata. Possibilità di motorizzare qualsiasi falciatrice a trazione animale.Su terreni medi e pesanti, con lama da 1,32 m, può falciare circa un ettaro in due ore consumando 2,7 kg circa di petrolio.
5. ↑  Scheda tecnica del trattore 3 R10
Automezzo in metallo, con le due ruote motrici posteriori di dimensioni maggiori rispetto a quella, unica, direzionabile, anteriore; le tre ruote sono munite di gomme con battistrada ad alette diagonali, quelle posteriori, e frazionato simmetrico, quella anteriore. Posteriormente, tra le ruote e leggermente arretrato, è posizionato il sedile di guida e, a distanza di braccia, il volante e le leve per la guida dell'automezzo. Il volante è all'estremo di un lungo albero che dopo uno snodo si innesta in una scatola di rimando posta sopra la ruota anteriore. Il motore è posizionato al centro della struttura e si collega all'asse delle ruote posteriori e alla presa di forza tramite un albero di trasmissione centrale. Agganciato a staffe, il serbatoio cilindrico del petrolio è posizionato dietro la testata del motore. Altri dati tecnici Motore SAME T851 a 1 cilindro verticale, 4 tempi a petrolio, avviamento a benzina. 3 ruote di cui 1 direzionale. Raffreddamento ad aria. Cambio: 4 marce avanti e 3 retromarce. Consumo di 3,2 Kg/h Accensione a magnete. Avviamento a manovella. Presa di forza a puleggia.
6. ↑  Scheda tecnica del trattore D.A. 12
Motore diesel da 12,5 CV a 1700 giri al minuto. Quattro marce avanti da 2,32 a 12,60 Km/h, tre retromarce da 3,75 a 9,24 Km/h. Due freni applicati alle ruote posteriori che agiscono indipendentemente, in modo che il trattore possa girare su se stesso. Puleggia con due sensi di rotazione a 410 e 660 giri al minuto, utilizzabile per l'azionamento di macchinari esterni. Le due ruote anteriori sono disposte in modo speciale, in modo da permettere una facile e strettissima sterzata, adatta per introdursi tra gli alberi e i filari. Consumo, 190 gr. di gasolio per ogni cavallo ogni ora.

### Bibliografiche
1. ↑   SAN - Portale degli archivi d'impresa, su imprese.san.beniculturali.it.
2. 1 2 3 4 5 6 7 8   Francesco Cassani, un pioniere dell'industria italiana, su archiviostoricosamedeutz-fahr.com. URL consultato il 14 agosto 2015.
3. ↑  Di Nola, pag. 13-21.
4. ↑   Necrologio di Paolo Cassani su L'Eco di Bergamo (JPG), su archiviostoricosamedeutz-fahr.com. URL consultato il 14 agosto 2015.
5. ↑  Di Nola, pag. 17.
6. ↑  Di Nola, pag. 18.
7. ↑  Di Nola, pag. 23.
8. ↑  Di Nola, pag. 26.
9. ↑  Di Nola, pag. 34 Francesco Cassani frequenta l'istituto Feltrinelli, la Scuola della Società di Arti e Mestieri di Santa Marta e infine la libera Scuola Politecnica.
10. 1 2 3 4 5   il sogno infranto di Francesco Cassani (PDF), su archiviostoricosamedeutz-fahr.com, Ali antiche, periodico del Gruppo Amici Velivoli Storici. URL consultato il 14 agosto 2015 (archiviato dall'url originale il 23 settembre 2015).
11. ↑  Di Nola, pag. 16. Tale risposta deriva dal fatto che sua madre, anima imprenditoriale della famiglia, finanzia le sue ricerche e l'acquisto dei materiali necessari.
12. ↑  Di Nola, pag. 16.
13. ↑  Di Nola, pag. 22.
14. 1 2   Giorgio Benvenuto, il trattore Cassani 40 HP (PDF), su archiviostoricosamedeutz-fahr.com. URL consultato il 14 agosto 2015 (archiviato dall'url originale il 23 settembre 2015).
15. 1 2   Il primo diesel e i suoi padri (PDF), su archiviostoricosamedeutz-fahr.com, Ruote Agricole vintage, Anno II, n. 10. URL consultato il 14 agosto 2015 (archiviato dall'url originale il 23 settembre 2015).
16. ↑  Di Nola, pag. 20.
17. ↑  Di Nola, pag. 29.
18. ↑  Di Nola, pag. 29-31.
19. ↑  Di Nola, pag. 30 Il rifiuto deriva dalla richiesta della Società Italiana Ernesto Breda per Costruzioni Meccaniche, che si fa avanti con un'offerta più vantaggiosa rispetto alle condizioni della gara, di associare a quello dei Cassani il proprio nome, commercializzando il trattore col marchio "Breda-Cassani".
20. ↑  Oggi Technofrigo Europa. Ulteriori notizie su questa società sono disponibili qui Archiviato il 23 settembre 2015 in Internet Archive..
21. ↑  Di Nola, pag. 31.
22. ↑  Comune di Bologna, pag. 154-166.
23. ↑  Di Nola, pag. 35.
24. ↑  Fondata nel 1908 con la ragione sociale Fonderia e Officina Meccanica E. Dolfin inizia l'attività con la produzione di macchine agricole mutando la denominazione dapprima in Officina Meccanica Estense, e quindi in Officine Meccaniche Estensi. Attiva nel settore delle macchine agricole nel periodo della prima guerra mondiale riconverte i propri impianti alla produzione di granate per l'esercito. Tornata all'attività originaria nel 1919 affronta con difficoltà la crisi economica del primo dopoguerra e viene rilevata dalla Società Agricola Italiana di Bologna, una consociata della SNIA Viscosa. Quest'ultima la rifonda nella UTITA, che affianca la produzione di macchinari per l'industria e di fibre artificiali. (Per approfondire si veda in F. Selmin, UTITA. La fabbrica, le macchine, gli uomini. Dalle origini al secondo dopoguerra, Caselle di Sommacampagna (Vr), Cierre edizioni, 2001.)
25. ↑  Di Nola, pag. 39-41 In un'intervista rilasciata al quotidiano L'Eco di Bergamo, commentando una notizia proveniente dagli Stati Uniti circa la messa a punto di un motore aeronautico a olio pesante, Francesco Cassani ha risposto: "nulla di più facile. Basta ridurre il peso del motore utilizzando duralluminio e acciaio. Dopodiché si può arrivare con facilità al risultato di un motore da trecento CV che pesa appena sei quintali. Purtroppo per realizzarlo occorrono quattrini e gli sforzi da me fatti finora non mi consentono di intraprendere un'iniziativa del genere".
26. ↑  Di Nola, pag. 40.
27. 1 2  Di Nola, pag. 45.
28. 1 2 3 4   SPICA, l'iniezione made in Italy (PDF), su archiviostoricosamedeutz-fahr.com, La manovella, rivista dell'automotoclub italiano. URL consultato il 15 agosto 2015 (archiviato dall'url originale il 23 settembre 2015).
29. 1 2  Di Nola, pag. 48.
30. ↑  Di Nola, pag. 49.
31. 1 2 3 4 5 6   La storia dell'azienda, su archiviostoricosamedeutz-fahr.com. URL consultato il 14 agosto 2015 (archiviato dall'url originale l'11 agosto 2015).
32. ↑  Di Nola, pag. 54.
33. ↑  Di Nola, pag. 54 La commessa è stata procurata dall'ing. Brizza, direttore generale della FIAT.
34. 1 2 3 4   Trattore a tre ruote SAME, Mod. 3 R10 universale, su museoscienza.org. URL consultato il 16 agosto 2015.
35. ↑  Di Nola, pag. 65.
36. ↑  Di Nola, pag. 60 Giudizio pubblicato da Il giornale dell'agricoltura, edizione del 24 ottobre 1948.
37. 1 2  Di Nola, pag. 67.
38. ↑  Di Nola, pag. 68 Le lamiere sono state recuperate da un capannone in disuso della Caproni.
39. ↑  Di Nola, pag. 75.
40. ↑  Di Nola, pag. 71.
41. ↑  Di Nola, pag. 64.
42. ↑  Di Nola, pag. 78.
43. ↑  Di Nola, pag. 76.
44. ↑  Di Nola, pag. 89 Dal Brasile - guidato dal presidente, Juscelino Kubitschek - giungono all’Europa pressanti inviti a effettuare nuovi investimenti. Vengono chiamati ‘radicaçao’ e godono di interessanti agevolazioni sul piano finanziario e fiscale.
45. ↑  Fondata da Richard Leblond nel 1887 a Cincinnati con la ragione sociale RK Leblond Machine Ltd, nasce come una piccola azienda produttrice di macchine utensili di vario tipo che col tempo si specializza nel settore della tornitura e delle fresatrici.
46. ↑  Di Nola, pag. 96 Nella progettazione dei motori destinati ad azionare le linee di produzione i Cassani hanno studiato alcune modifiche che, a parità di ingombro, consentono di sviluppare una potenza installata maggiore. I macchinari sono detti a "V" per la nuova posizione delle bielle e dei cilindri, sistemati in posizione contrapposta.
47. ↑  Di Nola, pag. 91-92, 111.
48. 1 2   SAME automazione (anni 60), su tractorum.it. URL consultato il 16 agosto 2015.
49. ↑  Di Nola, pag. 77.
50. ↑  Di Nola, pag. 94.
51. 1 2   Morta  Luisella Cassani, su bergamo.corriere.it, Bergamo Corriere, 30 settembre 2024. URL consultato il 10 giugno 2025.
52. ↑   Pietro Tosca, Same, la biblioteca aziendale. «Ho voluto riaprirla, come negli anni del Boom quando lavoravo con papà», su bergamo.corriere.it, 13 settembre 2024. URL consultato il 4 giugno 2025.
53. ↑   Same, si è spenta Luisella Cassani. Era figlia dello storico fondatore Francesco, su trattoriweb.com, 10 marzo 2024. URL consultato il 4 giugno 2025.
54. ↑   Same Trattori, è morta Luisella Cassani figlia del fondatore dell’azienda, su ilgiorno.it. URL consultato il 4 giugno 2025.
55. ↑  Di Nola, pag. 100-101.
56. ↑  Di Nola, pag. 102.
57. ↑  Di Nola, pag. 107-110 In questo periodo l'agente della Ferguson in Sudafrica decide di lasciare il proprio incarico e di lavorare con la SAME, della quale importa 500 trattori in una sola volta. È in questa occasione che la ditta canadese muove rilievi sulla Stazione Automatica di Controllo, contestando la violazione del proprio brevetto, cui Cassani risponde progettando una nuova valvola immediatamente sostituita su tutte le macchine inviate nel paese africano.
58. ↑  Di Nola, pag. 110.
59. ↑  Di Nola, pag. 98.
60. ↑  Di Nola, pag. 114-115.
61. ↑  Di Nola, pag. 114-115 Fortemente voluta da Vittorio Carozza (il suocero, ormai impossibilitato a recarsi regolarmente in ufficio, ha dato il suo nullaosta con malcelato scetticismo) l'acquisizione della Lamborghini si rivela un’operazione indovinata. In pratica il Gruppo non soltanto si arricchisce di un marchio prestigioso, che piace al mercato, ma anche di nuovi progettisti. Acquisisce tecnologie complementari, come i cingolati e i cambi completamente sincronizzati, che la LAMBORGHINI ha introdotto per prima sul mercato.
62. ↑  Di Nola, pag. 104.
63. ↑   Archivio storico Same, su SIUSA. Sistema Informativo Unificato per le Soprintendenze Archivistiche. URL consultato il 6 aprile 2018.
64. ↑   fondo Same Deutz-Fahr, su SIUSA. Sistema Informativo Unificato per le Soprintendenze Archivistiche. URL consultato il 6 aprile 2018.